# Шизофрения
Шизофрени́я (от др.-греч. σχίζω «расщеплять», «раскалывать» + φρήν «ум, мышление, мысль») — полиморфное психическое расстройство, характеризующееся распадом процессов мышления и эмоциональных реакций.
Шизофренические расстройства, в целом, отличаются характерными фундаментальными расстройствами мышления и восприятия, а также неадекватным или сниженным аффектом. Наиболее частыми проявлениями болезни являются слуховые псевдогаллюцинации, конфабуляции (ложные воспоминания), параноидный или фантастический бред либо дезорганизованность речи и мышления на фоне значительной социальной дисфункции и нарушения работоспособности.
Многообразие симптоматики породило дебаты о том, является ли шизофрения единым заболеванием или представляет собой диагноз, за которым кроется ряд отдельных синдромов. Эта неоднозначность была отражена при выборе названия: Блейлер использовал множественное число, именуя болезнь шизофрениями.
Этимология слова, от «расщепления рассудка», вызывает путаницу — в популярной культуре заболевание смешивают с «раздвоением личности» — неточным наименованием диссоциативного расстройства идентичности. Первое известное ошибочное употребление термина отмечено в статье поэта Т. С. Элиота, опубликованной в 1933 году.
Общий риск заболевания, по данным исследований, составляет 0,4—0,6 % (4—6 случаев на 1000 человек). Мужчины и женщины заболевают примерно одинаково часто, но у женщин имеется тенденция к более позднему началу болезни.
У больных шизофренией с большой вероятностью диагностируются коморбидные расстройства (сопутствующие болезни), в их числе: депрессии, тревожные расстройства, обсессивно-компульсивное расстройство. Сопутствующие соматические заболевания, включая диабет, сердечные и лёгочные заболевания, инфекционные заболевания, остеопороз, гиперлипидемия и гипогонадизм часто недооцениваются и недолечиваются; риск алкоголизма и наркомании составляет около 40 %. Часты социальные проблемы, такие как длительная безработица, бедность и бездомность. Повышенный риск самоубийства и проблемы со здоровьем обусловливают снижение продолжительности жизни, которая у больных на 10—12 лет меньше по сравнению с людьми, не страдающими шизофренией.
Течение болезни обнаруживает значительное многообразие и не связано с неизбежностью хронического развития или прогрессирующего нарастания дефекта:150. Представление (прежде общепринятое), что шизофрения является постоянно прогрессирующим заболеванием, в настоящее время отвергается специалистами и не подтверждается методами нейровизуализации и исследованиями когнитивных функций, клиническими наблюдениями и патоморфологическими данными. В некоторых случаях выздоровление бывает полным или почти полным. В числе факторов, обусловливающих более благоприятное течение, — женский пол, преобладание позитивных (в противовес негативным) симптомов, больший возраст при первом эпизоде, хороший уровень функционирования до болезни, принятие и поддержка со стороны близких и знакомых и др.
Отсутствие осознания у индивида того, что он болен — анозогнозия, может наблюдаться при шизофрении.

## История
Описания шизофреноподобных симптомов встречаются уже в XVII веке до нашей эры, в «Книге Сердец», — части древнего египетского папируса Эберса.
Изучение древних греческих и римских источников говорит о том, что, вероятно, в обществах того времени были осведомлены о психотических расстройствах, но не встречается описаний, которые удовлетворили бы сегодняшним критериям шизофрении.
В то же время симптомы, напоминающие шизофрению, отмечены в арабских медицинских и психологических текстах, датируемых Средними веками. К примеру, в Медицинском Каноне Авиценна описывает состояние, отчасти напоминающее шизофрению, которое он именует «джунун муфрит» («тяжёлое безумие») и отделяет от других форм безумия — «джунун» — таких как мания, бешенство и маниакально-депрессивный психоз.
Хотя общая концепция «безумия» существовала на протяжении тысячелетий, исторически первое описание шизофрении как самостоятельной нозологической единицы было выдвинуто В. Х. Кандинским под названием «идеофрения», которая была подробно описана в его труде «О псевдогаллюцинациях» (1890). Затем, в 1893 году шизофрения была выделена в качестве самостоятельного душевного расстройства Эмилем Крепелином. Он впервые провёл грань, разделившую психотические расстройства на то, что он тогда назвал «деменцией прекокс» (с лат. — «ранним слабоумием»), синдром, описанный в 1852 году Бенедиктом Морелем в книге «Клинические исследования» под аналогичным французским названием (démence précoce) и маниакальную депрессию.

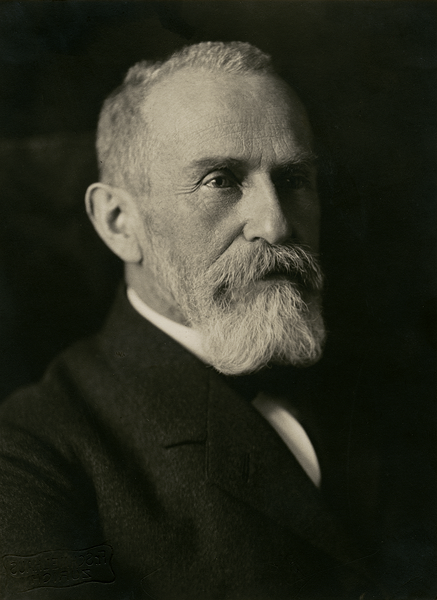
Эйген Блейлер (1857—1939) впервые использовал термин «шизофрения» в 1908 г.

В 1908 году швейцарский психиатр Эйген Блейлер описал шизофрению как самостоятельное заболевание, отличающееся от деменции и ввёл этот термин в психиатрию. Он доказал, что болезнь не обязательно возникает в молодые годы, а может развиться и в зрелом возрасте. Её главная особенность — не слабоумие, а «нарушение единства» психики, её «схизис» (от др.-греч. σχίσις — «расщепление»), в том числе нарушение ассоциативного мышления. Старое название было отброшено также по причине того, что шизофрения не обязательно приводит к деградации личности, а деградация в то же время не является слабоумием или деменцией. В качестве диагностических критериев сам Блейер выделял «четыре А»: снижение Аффекта, Аутизм, нарушение Ассоциаций и Амбивалентность. Основным признаком шизофрении он считал при этом именно амбивалентность и рассматривал три её типа:
- Эмоциональную: одновременно позитивное и негативное чувство к человеку, предмету, событию (например, в отношении детей к родителям).
- Волевую: бесконечные колебания между противоположными решениями, невозможность выбрать между ними, зачастую приводящая к отказу от принятия решения вообще.
- Интеллектуальную: чередование или одновременное существование противоречащих друг другу, взаимоисключающих идей в рассуждениях человека.

К «шизофрениям» Блейлер относил не только раннее слабоумие, невротические синдромы и старческий маразм, но и «белую горячку» алкоголиков.
В первой половине XX века шизофрения считалась наследственным дефектом, и во многих странах больные стали объектом манипуляций поборников евгеники. Сотни тысяч людей, как по собственному согласию, так и без него, были стерилизованы — в первую очередь в нацистской Германии, США и скандинавских странах. В числе других лиц с клеймом «ментальной непригодности» многие больные шизофренией пали жертвой нацистской программы «T-4».
Диагностические описания шизофрении со временем претерпевали изменения. После проведённого в 1971 году американо-британского диагностического исследования стало ясно, что в США диагноз шизофрения ставится гораздо чаще, чем в Европе.  Это отчасти было связано с менее формальными критериями диагностики в США, в которых тогда использовались диагностические критерии DSM-II, в противовес Европе, где применялся классификатор МКБ-9. Это открытие в ряду других факторов привело к пересмотру не только диагностики шизофрении, но и всего справочника DSM, с последующей публикацией очередной версии, DSM-III.

## Признаки и симптомы заболевания
В настоящее время симптомы шизофрении разделяют на:
- продуктивную симптоматику (чаще всего бред и псевдогаллюцинации),
- негативную симптоматику (снижение энергетического потенциала, апатию, безволие),
- когнитивные нарушения (расстройства мышления, внимания и др.).

У человека, больного шизофренией, могут отмечаться дезорганизация мышления и речи, их необычность, псевдогаллюцинации, бред. В силу ряда причин заболевание часто сопровождается социальной изоляцией, ему сопутствуют нарушение социального познания и параноидальная симптоматика, вызванная бредом и псевдогаллюцинациями, а также негативные симптомы: апатия и абулия. В некоторых случаях пациент может сохранять молчание, надолго застывая в странных позах либо, наоборот, впадать в состояние бесцельного возбуждения: это признаки кататонии. Характерны вычурность, манерность жестов и мимики, неестественность пластики. В продромальной стадии болезни может встречаться феномен, именуемый парагноменом (от para - около, gnome - знак). Он заключается в резком, абсурдном, иногда опасном, и, как правило, бессмысленном действии, совершаемым больным. 
Ни один из признаков, взятый в отдельности, не является достаточным для диагностики шизофрении, так как все они могут сопутствовать иным патологическим состояниям. Согласно существующей классификации психозов, симптомы шизофреноподобного психоза должны присутствовать как минимум в течение месяца на фоне расстройства функционирования, длящегося не менее полугода; менее длительные эпизоды относят к шизофреноформному расстройству.
Как правило, шизофрения начинается в позднем подростковом возрасте или в начальном периоде взрослой жизни, нанося серьёзный ущерб личности человека на важнейшем этапе социального и профессионального развития, вызывая социальную стигматизацию. В последние годы проводится обширная исследовательская работа по ранней диагностике преддебютных (продромальных) признаков заболевания с целью минимизации его вредного воздействия. Показано, что за 30 месяцев до появления явных симптомов, а в некоторых случаях и ранее, возможно обнаружение продрома. В этом периоде у будущих больных могут проявляться неспецифические признаки — социальная изоляция, раздражительность и дисфория. Согласно DSM-5, у больных шизофренией в преддебютном периоде зачастую встречается шизоидное расстройство личности, характеризующееся замкнутостью, эмоциональной холодностью, ангедонией и практическим отсутствием близких/дружественных отношений. У 44 % больных шизофренией до начала болезни наблюдается шизоидный тип личности.  По мере приближения психоза у них возникают транзиторные (кратковременные) или ограниченные психотические симптомы.
Одним из наиболее характерных симптомов шизофрении являются частые или длительные (на протяжении многих лет) вербальные, реже зрительные псевдогаллюцинации. Они встречаются примерно в половине случаев этого заболевания. Вместе с тем масштабные эпидемиологические исследования позволяют понять, что распространённость псевдогаллюцинаций намного выше, чем процент людей, имеющих диагноз «шизофрения». В последнем случае обычно приводится показатель распространённости за период жизни, равный 1 %. Однако, согласно данным крупного исследования (Epidemiological Catchment Area Project, США), около 11—13 % испытывали за свою жизнь галлюцинации. Другое исследование, проводившееся в Голландии, показало, что «истинно патологические» галлюцинации наблюдались у 1,7 % населения, но ещё 1,7 % испытывали галлюцинации, которые были признаны не имеющими клинического значения, так как не были связаны с дистрессом. Испытывающий псевдогаллюцинации больной шизофренией может по виду разговаривать вслух с самим собой (на деле — с «голосами», галлюцинаторными собеседниками).

### Позитивные и негативные симптомы
Симптомы шизофрении, как и любого другого психоза, делятся на позитивные (психопродуктивные) и негативные (психодефицитарные).
К продуктивным относят бред и расстройства мышления, галлюцинации — проявления, обычно свидетельствующие о наличии избыточной деятельности психики — наличие «отражения без объекта». В свою очередь, негативные симптомы — утрата или отсутствие нормальных реакций: снижение яркости переживаемых эмоций и эмоциональных реакций — снижение аффекта, скудность речи (алогия), неспособность получать удовольствие — ангедония, потеря мотивации, желания и волевого побуждения — апатия и абулия. Недавние исследования, однако, говорят о том, что, несмотря на отсутствие внешнего проявления аффекта, больные шизофренией часто способны к эмоциональным переживаниям на нормальном или даже повышенном уровне, в особенности при стрессовых или негативных событиях. Часто в группе продуктивных симптомов выделяют третью группу симптомов, так называемый синдром дезорганизации, включающий в себя хаотическую речь, хаотические мышление и поведение. Существуют и другие симптоматические классификации.
Выделяют также вторичную негативную симптоматику, которая, в отличие от первичной, обусловлена непосредственно продуктивными расстройствами (например, эмоциональная отстранённость вследствие наличия у пациента параноидного бреда), побочными действиями нейролептиков (например, брадикинезией и седацией) или депрессией. Считается, что атипичные нейролептики способны устранять эти симптомы, но, по-видимому, не устраняют первичную негативную симптоматику, являющуюся ключевым проявлением заболевания.

### Классификация Шнайдера
Психиатр Курт Шнайдер (1887—1967) перечислил основные формы психотических симптомов, которые, по его мнению, отличают шизофрению от других психотических расстройств. Это так называемые «симптомы первого ранга», или «Шнайдеровские симптомы первого ранга»:
- бред воздействия со стороны внешних сил;
- вера в то, что мысли воруются кем-то из головы либо вкладываются в неё;
- «звучание собственных мыслей»: ощущение того, что содержание мыслей становится доступно другим людям;
- голоса, комментирующие мысли и поступки человека либо разговаривающие между собой.

Диагностическая надёжность симптомов подвергнута сомнению, но они были учтены при подборе критериев, используемых в наше время.

## Диагностика
С самого начала выделения шизофрении в самостоятельное заболевание постоянно предпринимались попытки построить её систематику в связи с многообразием клинических проявлений и разными исходами заболевания. Вместе с тем вопрос о классификации шизофрении остаётся дискуссионным. Единой для всех стран классификации клинических вариантов шизофрении до сих пор нет. В последние десятилетия диапазон диагностических подходов к шизофрении в различных странах остаётся достаточно широким. В Германии границы шизофрении очерчены достаточно четко. В Великобритании же критерии шизофрении неопределённы.
Диагноз ставится на основании анализа жалоб пациента и его поведения. Это включает рассказ самого человека о своих переживаниях с возможным дополнением этой информации родственниками, друзьями или коллегами, с последующей клинической оценкой пациента психиатром, социальным работником, клиническим психологом либо иным специалистом в области психиатрии. При психиатрической оценке обычно проводится анализ психического статуса и составление психиатрического анамнеза. Выработанные стандартные диагностические критерии учитывают наличие определённых признаков и симптомов, их тяжесть и продолжительность. Симптомы психоза свойственны не только шизофрении. Они могут проявляться при ряде состояний, таких как биполярное расстройство, большое депрессивное расстройство, пограничное состояние, шизоаффективное расстройство, передозировка психоактивных веществ, индуцированный приёмом наркотиков короткий психоз (например, стимуляторный психоз, симптоматика которого сходна с шизофренией), шизофреноформное расстройство. В настоящее время не существует лабораторного теста для диагностики шизофрении.
Известно, что до 86 % лиц, страдающих биполярным расстройством, на протяжении жизни испытывают психотические симптомы: бред, галлюцинации. Дифференциальная диагностика биполярного расстройства с расстройствами шизофренического спектра представляет собой значительные трудности. Для российской психиатрии характерна исторически сложившаяся традиция расширительной диагностики шизофрении, оставляющая в границах биполярного расстройства только приступы «чистых» депрессий и маний с присущими им ложными идеями. К тому же многие из симптомов, относящихся к диагностическим критериям маниакального состояния (такие, как, например, очень выраженное речевое возбуждение), часто рассматриваются ошибочно в рамках симптоматики шизофренического спектра; анергические депрессии часто трактуются в рамках дефицитарных нарушений, а тревожно-депрессивный аффект тенденциозно рассматривается в рамках параноидного синдрома. Ошибочная диагностика шизофрении при биполярном расстройстве опасна в том числе потому, что она приводит к назначению на длительный срок мощных классических (типичных) нейролептиков, часто в депонированной форме, а в результате — к формированию затяжных, не подвергающихся трансформации маниакальных состояний или к инверсии аффекта с затяжными адинамическими депрессиями.
Иногда при диагностике проводятся общий медицинский или неврологический осмотры для исключения соматических заболеваний, изредка приводящих к психотическим шизофреноподобным состояниям: нарушений метаболизма, системных инфекций, сифилиса, ВИЧ, эпилепсии и повреждений мозга. Бывает необходимо исключить делирий, выделяющийся наличием визуальных галлюцинаций, острым началом, флуктуациями уровня сознания, и указывающий на скрытое соматическое заболевание.
Для дифференциальной диагностики желательно проводить полное медицинское обследование, включающее физикальный осмотр, клинический анализ крови, биохимическое обследование крови (в том числе исследование функции печени, почек и щитовидной железы), анализ мочи, ЭКГ, тест на беременность, скрининг на наркотические вещества.
В классификации форм шизофрении используют две системы: Диагностическое и статистическое руководство по психическим расстройствам (в настоящее время DSM-5), публикуемое Американской психиатрической ассоциацией, и Международная классификация болезней Всемирной организации здравоохранения (в настоящее время МКБ-10). МКБ используется в европейских странах, в России, на Украине, а DSM — в США и некоторых англоязычных странах мира. Критерии МКБ придают больший вес Шнейдерианским симптомам первого ранга, но на практике обе системы сильно совпадают. ВОЗ разработала инструментарий SCAN (англ. Schedules for Clinical Assessment in Neuropsychiatry, Системы Клинического Анализа в Нейропсихиатрии), который можно использовать в диагностике ряда психиатрических состояний, в том числе и шизофрении.

### Критерии МКБ-10
Врачам и научным работникам в России достаточно часто приходится проводить диагностику шизофрении не только по отечественной классификации, но и по МКБ-10. Ниже представлены официальные общие критерии параноидной, гебефренической, кататонической и недифференцированной шизофрении (F20.0—F20.3). Согласно МКБ-10, для постановки диагноза должен наблюдаться хотя бы один из следующих признаков:
(a) «эхо» мыслей (звучание собственных мыслей), вкладывание или отнятие мыслей, открытость мыслей окружающим;
(b) бред овладения, воздействия или пассивности, отчётливо относящийся к телу или конечностям, мыслям, действиям или ощущениям; бредовое восприятие;
(c) галлюцинаторные «голоса», комментирующие или обсуждающие поведение больного; другие типы «голосов», идущих из различных частей тела;
(d) устойчивые бредовые идеи, которые культурно неадекватны, нелепы, невозможны и/или грандиозны по содержанию.
Либо должны наблюдаться по крайней мере два из следующих «меньших» симптомов:
(e) стойкие галлюцинации любого вида, если они имеют место ежедневно на протяжении минимум одного месяца и сопровождаются бредом (который может быть нестойким и полуоформленным) без отчётливого аффективного содержания;
(f) неологизмы, шперрунги (перерывы в мышлении), приводящие к разорванности или несообразности в речи;
(g) кататоническое поведение, например возбуждение, застывание или восковая гибкость, негативизм, мутизм и ступор;
(h) «негативные симптомы» (но не обусловленные при этом депрессией или фармакотерапией), как правило, приводящие к социальному отчуждению и снижению социальных показателей; симптомы, которые могут быть выражены: апатией, речевым обеднением или сглаженностью, неадекватностью эмоциональных реакций;
(i) достоверные и последовательные изменения общего качества поведения, проявляющиеся утратой интересов, бесцельностью, поглощённостью собственными переживаниями, социальным отчуждением.
Диагностические указания
При этом указанные симптомы должны отмечаться не менее месяца. Состояния, отвечающие данным критериям, но продолжающиеся менее месяца, классифицируются как острое шизофреноподобное психотическое расстройство (F23.2 с добавочным четвёртым знаком, обозначающим характер расстройства), а если они впоследствии продолжаются свыше месяца, то диагноз изменяется (перекодируется) на соответствующую форму шизофрении.
При развитии симптомов шизофрении вместе с выраженными симптомами других расстройств (аффективными: маниакальных или депрессивных эпизодов, эпилептическими, при других болезнях мозга, при алкогольной или наркотической интоксикации или при синдроме отмены) диагноз шизофрении не выставляется, и применяются соответствующие диагностические категории и коды. Диагноз шизофрении ставится, если случай отвечает критериям маниакального эпизода F30- или депрессивного эпизода (F32-), но вышеперечисленные общие критерии выявляются до развития расстройства настроения.
Симптом (i) в приведённом выше списке относится только к диагнозу «простой тип шизофрении» (F20.6), и требуется продолжительность наблюдения симптоматики врачом-психиатром не менее одного года.

### Критерии DSM (актуально для США)
Согласно DSM-5, диагноз шизофрении ставится при удовлетворении следующих диагностических критериев:
- (A) Характерные симптомы (два или более из нижеперечисленных, каждый в наличии на протяжении большей части месячного промежутка, или менее, если лечение прервало симптомы):
  - бредовые идеи;
  - галлюцинации;
  - дезорганизованная речь (например, частое соскальзывание или инкогерентность);
  - сильно дезорганизованное (от дурашливости до непредсказуемой ажитации[58]:88) или кататоническое поведение;
  - негативные симптомы (например, аволиция[англ.] или уплощение эмоциональной реакции).
- (B) Социальная/профессиональная дисфункция: в течение существенной части времени с начала расстройства, уровень достижений в сфере работы, отношений между людьми или самообслуживания гораздо ниже, чем до начала расстройства, а если расстройство началось в детстве или подростковом возрасте — неспособность достичь ожидаемого уровня в области отношений между людьми, работы или учёбы.
- (C) Длительность: симптомы длятся по крайней мере полгода. Из этого полугода по крайней мере в течение одного месяца симптомы удовлетворяют критерию (A) (активная фаза), а в остальное время (остаточная и продромальная фаза), есть негативные симптомы или же по крайней мере два из симптомов критерия (A) сохраняются в стёртой, ослабленной форме (например, странные убеждения или необычный чувственный опыт).
- (D) Исключаются шизоаффективное расстройство и депрессивное или биполярное расстройство с психотическими признаками. Или фазы депрессивных, маниакальных или смешанных эпизодов нет в течение активной, или их продолжительность мала по сравнению с общей продолжительностью активной и остаточной фазы.
- (E) Причина не в приёме наркотиков или лекарств и не в какой-то соматической болезни.
- (F) Если больной страдал расстройством аутистического спектра или коммуникативным расстройством детского возраста, для диагностики шизофрении необходимо, чтобы выраженный бред или галлюцинации продолжались, по крайней мере, месяц (или меньше в случае успешного лечения).

В предыдущей версии DSM-IV, в случае, если бредовые идеи сочтены фантастическими, или галлюцинации представляли собой один голос, комментирующий текущие действия пациента или двое и более беседующих друг с другом голосов (шнайдеровские «слуховые галлюцинации первого ранга»), было достаточно наличия лишь одного этого симптома из всего вышеперечисленного:300. В DSM-5 этот критерий был упразднён:810. Также было добавлено требование, чтобы по крайней мере один из категории симптомов «A» обязательно был бредовыми идеями, галлюцинациями или дезорганизованной речью:810.

### Подтипы
Исторически в странах Запада сложилось подразделение шизофрении на простую, кататоническую, гебефреническую (затем — дезорганизованную), и параноидную.

#### DSM
Ранее Диагностическое и статистическое руководство по психическим расстройствам (DSM-IV и DSM-IV-TR) содержало пять подтипов шизофрении:
- Параноидный тип: присутствуют бредовые идеи и галлюцинации, но нет дезорганизации поведения, и аффективного уплощения (МКБ-9-код 295.3, МКБ-10-код F20.0).
- Дезорганизованный тип: в МКБ назван «гебефренической шизофренией». Характерно сочетание расстройств мышления и уплощения аффекта (МКБ-9 295.1, МКБ-10 F20.1).
- Кататонический тип: бросающиеся в глаза психомоторные нарушения. Симптомы могут включать кататонический ступор и восковую гибкость (МКБ-9 295.2, МКБ-10 F20.2).
- Недифференцированный тип: присутствуют психотические симптомы, но не выполняются критерии параноидного, дезорганизованного или кататонического типа (МКБ-9 295.9, МКБ-10 F20.3).
- Остаточный тип: есть позитивные симптомы, но они слабо выражены (МКБ-9 295.6, МКБ-10 F20.5).

В пятом издании (DSM-5) Американская психиатрическая ассоциация убрала все подтипы шизофрении из-за их «ограниченной диагностической стабильности, низкой надёжности и плохой валидности». В DSM-IV подтипы шизофрении существовали «вследствие прочных клинических традиций». По мнению авторов DSM, проведённые с того времени исследования не смогли подтвердить «полезность» выделения форм шизофрении. Обзор 24 исследований с 38 «анализами», выполненными на основе изучения 28 когорт пациентов, не позволил подтвердить концепцию наличия классических форм шизофрении. Исследователи также не обнаружили различий в реакции на терапию и различий в особенностях течения при сравнении подтипов шизофрении. Вместо разделения на формы в DSM-5 введены «психопатологические измерения» (англ. psychopathological dimensions), которые, по мнению авторов, должны лучше описывать гетерогенность шизофрении и являются более полезными в клиническом отношении.

#### МКБ
В МКБ-10, помимо параноидной, гебефренической, кататонической, недифференцированной, остаточной (резидуальной) выделены ещё подтипы:
- Постшизофреническая депрессия: депрессивный эпизод, возникающий после редукции шизофренической симптоматики, с возможным наличием некоторых симптомов шизофрении в ослабленной форме (МКБ-10 F20.4).
- Простая шизофрения: развивающиеся исподволь негативные симптомы, постепенно принимающие тяжёлую форму, в отсутствие истории психотических эпизодов (МКБ-9 295.0, МКБ-10 F20.6).
- Другой тип шизофрении: включаются сенестопатическая шизофрения и шизофреноформное расстройство/психоз БДУ (МКБ-10 F20.8)[64]. Однако описания сенестопатической шизофрении в МКБ-10 не дано. В адаптированной для использования в Российской Федерации версии МКБ-10 в рубрику другой тип шизофрении (F20.8) включаются ипохондрическая шизофрения (МКБ-10 F20.8xx1), сенестопатическая шизофрения (МКБ-10 F20.8xx2), детский тип шизофрении (МКБ-9 299.91, МКБ-10 F20.8xx3), атипичные формы шизофрении (МКБ-9 295.81, МКБ-10 F20.8xx4), шизофрения других установленных типов (МКБ-9 295.8, МКБ-10 F20.8xx8). Но все эти диагностические единицы, кроме сенестопатической шизофрении, в представленной Всемирной организацией здравоохранения версии МКБ-10 в 2016 году, отсутствуют[64] и присутствуют только в модифицированной для использования в Российской Федерации версии МКБ-10.

В МКБ-10 считаются подтипами шизотипического расстройства (коды подрубрик присутствуют только в адаптированной для РФ версии):
- Латентная шизофрения (МКБ-10 F21.1). Включаются предпсихотическая шизофрения и продромальная шизофрения.
- Шизофреническая реакция (МКБ-10 F21.2).
- Псевдоневротическая шизофрения (МКБ-10 F21.3).
- Псевдопсихопатическая шизофрения (МКБ-10 F21.4). Включается пограничная шизофрения.
- «Бедная симптомами» шизофрения (МКБ-10 F21.5). Проявляется преимущественно негативной симптоматикой.

Также в адаптированной для применения в Российской Федерации версии МКБ-10 есть паранойяльная шизофрения (F22.82), в которую выделяют преимущественно кверулянтный (сутяжнический), эротический бред, бред изобретательства или реформаторства, а также бредовая форма дисморфофобии. Паранойяльная шизофрения с сенситивным бредом отношений имеет код F22.03. Они отнесены к категории бредовые расстройства (F22). Однако в оригинальной версии МКБ-10, представленной ВОЗ в 2016 году, эти понятия отсутствуют.
В МКБ-11, начиная с бета-версии, вслед за Американской психиатрической ассоциацией и DSM-5, все подтипы шизофрении были удалены.
В МКБ-11 выделены:
- 6A20.0 — шизофрения, первый эпизод;
- 6A20.1 — шизофрения, несколько эпизодов;
- 6A20.2 — шизофрения, непрерывная;
- 6A20.Y — другая уточнённая шизофрения;
- 6A20.Z — шизофрения неуточнённая.

А также дополнительные коды для указания преобладающих симптомов (6A25): позитивные, негативные, депрессивные, маниакальные, психомоторные, когнитивные.

### «Чувство шизофрении»
Понятие «чувства шизофрении» («Praecox gefühl») впервые употреблено в 1941 году голландским психиатром Henricus Cornelius Rümke, предложившим с помощью «чувства шизофрении» выставлять данный диагноз. H. C. Rümke писал:
Путь к диагнозу шизофрении часто достигается через пассивную и неописуемую интуицию. Взятые по отдельности странности в позе, выражении лица, тоне голоса, двигательном поведении незначительны, но в целом они представляют пациента как „определённо непонятного“.
Он также утверждал, что «чувство шизофрении» может быть объяснено ощущением фундаментальной недоступности пациента, страдающего шизофренией, для эмпатического понимания.
Этот подход и в начале XXI века негласно влияет на диагностический процесс распознавания шизофрении. Исследования показывают, что эмоции психиатров по отношению к пациентам с шизофренией воспринимаются врачами как диагностически значимые и требующие более глубокого изучения природы и диагностического значения таких эмоций. Подобных взглядов придерживаются психиатры из разных стран. Опрос показал, что «чувство шизофрении» считают надёжным способом диагностики от 62 до 92 % психиатров, а к самым надёжным его относят от 13 до 29 %.

## Распространённость заболевания
Шизофрения одинаково часто поражает лиц обоих полов, но у мужчин обычно начинается раньше, с пиком заболеваемости в 20—28 лет против 26—32 лет у женщин.
Гораздо реже шизофрения случается в раннем детском возрасте,
также редки случаи поздней (начало в среднем возрасте) и очень поздней (в пожилом возрасте) шизофрении.
Распространённость за период жизни обычно указывается равной 1 %, однако систематический обзор исследований, проведённый в 2002 году, дал результат в 0,55 %. Вопреки популярному мнению о равномерном распространении шизофрении по всему миру, обнаруживается вариация заболеваемости в масштабах земного шара, внутри отдельных стран, и на более низких уровнях, вплоть до городских районов. Одна из наиболее устойчивых находок — повышенная заболеваемость шизофренией в городских условиях: корреляция сохраняется даже при контроле возможных спутывающих факторов, таких как наркомания, этнические различия и размер социальных групп. По мнению большинства антропологов, шизофрения не распространена среди традиционных обществ и является болезнью цивилизации. Дж. Деверо называл шизофрению «этническим психозом западного мира».

## Этиология (причины заболевания)
Причины и механизмы развития шизофрении, прежде совершенно неизвестные, в последнее время начинают раскрываться благодаря достижениям нейробиологии, но всё же остаются неясными и запутанными. Важными патогенными факторами, по предположительным данным, полученным в исследованиях, являются генетическая предрасположенность, условия жизни в раннем детстве, нейробиологические нарушения, психологические и социальные взаимодействия. В настоящее время активно изучаются нейробиологические механизмы заболевания, однако единой органической причины пока не установлено.
Хотя низкая надёжность диагностики представляет проблемы при вычислении относительного вклада генетических вариаций и воздействий окружающей среды (например, тяжёлая форма биполярного расстройства может пересекаться по симптомам с клинической депрессией), получены свидетельства того, что болезнь может вызываться комбинацией этих двух групп факторов.  Эти данные говорят о том, что диагноз в значительной степени обусловлен наследственностью, но начало болезни заметно зависит от факторов окружающей среды и стрессоров.  Идея, предполагающая наличие у некоторых людей врождённой предрасположенности («диатеза»), проявляющей себя под воздействием биологических, психологических или средовых стрессоров, получила название «модель стресс-диатез».  Представление о важности биологических, психологических и социальных факторов воплотилось в понятии «биопсихосоциальная модель».

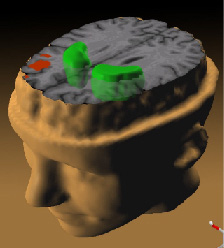
Данные PET-исследования говорят о том, что сниженная активность фронтальных долей при выполнении задачи на рабочую память связана с повышенной дофаминергической активностью в стриатуме, что может иметь отношение к нейрокогнитивным нарушениям при шизофрении

### Генетика
Поскольку трудно отделить вклад генетических факторов от воздействия окружающей среды, численные оценки обычно разнятся, однако близнецовые исследования говорят о высокой степени наследственной обусловленности заболевания.  Предположительно, наследование носит сложный характер, с возможным взаимодействием нескольких генов, повышающим риск до критического значения либо вызывающим несколько патологических процессов, складывающихся в единый диагноз.  Исследования указывают на неспецифичность обнаруживаемых генов риска шизофрении: они способны повышать вероятность развития других психотических заболеваний, таких как биполярное расстройство. Близнецовые исследования подвергались критике в связи с рядом методологических проблем и ошибок.
Согласно полученным в 2008 г. данным, редкие делеции и дупликации ДНК-последовательностей (см. вариация числа копий) также связаны с повышенным риском развития шизофрении.  Есть также данные о возможной связи полиморфизмов гена RELN и уровня его экспрессии с шизофренией.
В половине случаев генетически обусловленной шизофрении виноваты случайные мутации, которые отсутствуют в генах родителей больного.

### Пренатальные факторы
Считается, что уже на раннем этапе нейронального развития, в том числе во время беременности, причинные факторы могут вступить во взаимодействие, обусловив повышенный риск будущего развития болезни. В связи с этим интересна обнаруженная зависимость риска шизофрении от сезона рождения: болезнь чаще наблюдается у рождённых зимой и весной (по крайней мере в северном полушарии).  Получены свидетельства того, что пренатальные (дородовые) инфекции повышают риск, и это является ещё одним подтверждением связи заболевания с нарушениями внутриутробного развития. Также существует гипотеза об эпигенетической предрасположенности к шизофрении, обусловленной низким уровнем ацилирования определённых участков гистонов и метилирования ДНК. Обсуждается возможность коррекции этих нарушений посредством эпигенетической терапии.

### Соматические заболевания
Есть данные о связи между шизофренией и некоторыми аутоиммунными заболеваниями, в частности целиакией, которая значительно чаще встречается у лиц с шизофренией, чем у лиц, шизофреническими расстройствами не страдающих.

### Социальные факторы
Существует устойчивая корреляция риска шизофрении со степенью урбанизации местности. Ещё одним фактором риска является низкий социальный статус, в том числе бедность и миграция в связи с социальными трениями, расовая дискриминация, неблагополучие семьи, безработица, плохие условия проживания, социальная изоляция. Перенесённые в детстве издевательства и травмирующие переживания также фигурируют в качестве стимула к будущему развитию шизофрении: исследования показали, что люди с диагнозом «шизофрения» чаще, чем другие, подвергались в детстве физическому, эмоциональному или сексуальному насилию, неадекватному физическому и эмоциональному обращению; многие из них пережили утрату родителей, заброшенность. У лиц с диагнозом «шизофрения», переживших в детстве физическое или сексуальное насилие, чаще, чем у других лиц с тем же диагнозом, наблюдаются комментирующие голоса или зрительные галлюцинации. Отмечается также роль повторной травматизации во взрослом возрасте: нередко толчком к развитию шизофренических симптомов становится травматическое переживание (например, сексуальное насилие), сходное с пережитым в детстве травматическим опытом; впрочем, возродить болезненные переживания может любая травма, в том числе госпитализация или даже само переживание психотических симптомов.
Высказывается мнение, что на риск не влияет родительское воспитание, но свой вклад могут вносить нарушенные взаимоотношения, для которых характерно отсутствие поддержки. Тем не менее, существует много исследований, в которых изучалась связь между особенностями общения в семье и возникновением шизофрении (а также риском рецидива). Показано, что негативную роль играют такие факторы, как враждебность и критика по отношению к «пациенту», навязывание вины, чрезмерное эмоциональное вмешательство (чрезмерная опека и вмешательство, чрезмерная похвала, самопожертвование и др.), аномальность коммуникации (затруднение попыток понять общий смысл разговора), нетерпимость, недостаток эмпатии и отсутствие гибкости у родителей. Однако было бы излишним упрощением свести все эти проблемы к однонаправленной каузальной модели обвинения родителей, поскольку взаимосвязь между нарушениями общения в семье и развитием симптомов заболевания намного сложнее. Как нарушенное общение может быть причиной возникновения симптомов, так и наоборот.
К социальным факторам риска шизофрении относится также одиночество.

### Наркомания и алкоголизм
Шизофрению и наркоманию связывают сложные отношения, не позволяющие с лёгкостью отследить причинно-следственные связи. Убедительные свидетельства говорят о том, что у некоторых людей определённые наркотики способны вызвать болезнь либо спровоцировать очередной приступ. Однако возможно и то, что больные используют психоактивные вещества в попытке преодолеть негативные ощущения, связанные как с действием антипсихотиков, так и с самим заболеванием, ключевыми признаками которого считаются негативные эмоции, паранойя и ангедония, ведь известно что при депрессии и стрессе уровень дофамина понижается. Амфетамины и алкоголь стимулируют выброс дофамина, а избыточная дофаминергическая активность как минимум отчасти обусловливает психотическую симптоматику при шизофрении. Различные исследования показали что амфетамины увеличивают концентрацию дофамина в синаптическом пространстве, усиливая ответ постсинаптического нейрона. Дополнительным аргументом является доказанный факт обострения симптомов шизофрении под воздействием амфетаминов. Однако при употреблении амфетаминов может уменьшиться негативная симптоматика. У больных шизофренией в состоянии ремиссии психостимуляторы оказывают мягкий стимулирующий эффект (усиливают психотические симптомы при шизофрении только при психотическом эпизоде). Шизофрению может спровоцировать чрезмерное использование галлюциногенных и других психоактивных веществ. Одно исследование говорит о возможной роли каннабиса в развитии психоза, однако авторы подозревают, что пропорциональное воздействие этого фактора невелико.

### Психологические факторы
Множество психологических механизмов рассматривалось в качестве возможных причин развития шизофрении и поддержания этого состояния. Когнитивные искажения, выявляемые у пациентов и лиц из группы риска, особенно под воздействием стресса или в запутанных ситуациях, включают избыточное внимание к возможным угрозам, поспешные умозаключения, склонность к внешней атрибуции, искажённое восприятие социальной обстановки и ментальных состояний, трудности в различении внутренней и внешней речи, и проблемы с низкоуровневой обработкой визуальной информации и концентрацией внимания. Часть таких когнитивных особенностей могут отражать общие нейрокогнитивные нарушения памяти, внимания, решения проблем, исполнительных функций и социального познания, другие могут быть связаны с конкретными проблемами и переживаниями. Несмотря на типичную «сглаженность аффекта», проведённые недавно исследования говорят о том, что многие лица с диагнозом «шизофрения» очень эмоционально реагируют в особенности на стрессовые и негативные стимулы, и что подобная чувствительность может обусловливать предрасположенность к проявлению симптомов шизофрении и развитию самого заболевания. Есть основания предполагать, что содержание бреда и психотических переживаний может отражать эмоциональные причины заболевания, и что характер интерпретации человеком этих переживаний способен оказать влияние на симптоматологию. Возможно, развитие «безопасных привычек» в поведении во избежание воображаемых угроз способствует сохранению хронических бредовых идей.  Методом получения дополнительной информации о психологических механизмах является наблюдение за воздействием терапии на симптомы.

### Нейрональные механизмы

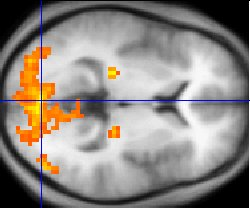
фМРТ и другие технологии визуализации позволяют исследовать отличия в характере активации мозга у больных шизофренией

Нейровизуализация с помощью аппаратуры фМРТ и ПЭТ работы мозга при шизофрении указывает на функциональные отличия, затрагивающие чаще всего фронтальные и височные доли, а также гиппокамп.
Эти отличия связывают с нейрокогнитивными нарушениями, часто отмечаемыми при шизофрении,
однако трудно отделить возможный вклад в эти нарушения, связанный с антипсихотическими препаратами, которыми лечились почти все пациенты, принимавшие участие в исследованиях. У больных шизофренией также обнаруживается гипофронтальность — уменьшение притока крови к префронтальным и лобным отделам коры головного мозга.

#### Дофаминовая гипотеза
Дофаминовая (она же катехоламиновая) гипотеза уделяет отдельное внимание дофаминергической активности в мезолимбическом пути мозга. Исследования в этом направлении были связаны с обнаружением антипсихотического эффекта первых нейролептиков, важнейшим фармакологическим эффектом которых была блокада дофаминовых рецепторов. Различные исследования показали, что у многих больных шизофренией, повышен уровень дофамина и серотонина в некоторых отделах мозга.
Эти нейромедиаторы являются частью так называемой «системы поощрения» и вырабатываются в больших количествах во время приятных переживаний наподобие секса, приёма наркотиков, алкоголя, вкусной еды.
Нейробиологические эксперименты подтверждают, что даже воспоминания о позитивном поощрении или его предвкушение могут увеличить уровень дофамина, который «используется» мозгом для оценки и мотивации, закрепляя важные для выживания и продолжения рода действия.
Была выдвинута так называемая «дофаминовая теория шизофрении» или «дофаминовая гипотеза»; согласно одной из её версий, больные шизофренией приучаются получать удовольствие, концентрируясь на мыслях, вызывающих выделение дофамина и перенапрягают этим свою «систему поощрения», повреждения которой и вызывают симптомы болезни. Среди сторонников «дофаминовой гипотезы» существует несколько различных течений, но в общем случае, она связывает продуктивные симптомы шизофрении с нарушениями в дофаминовых системах мозга. «Дофаминовая теория» была очень популярна, но её влияние в наше время ослабло, сейчас многие психиатры и исследователи шизофрении не поддерживают эту теорию, считая её слишком упрощённой и неспособной дать полное объяснение шизофрении. Этому пересмотру отчасти способствовало появление новых («атипичных») антипсихотиков, которые при схожей со старыми препаратами эффективности имеют другой спектр воздействия на рецепторы нейромедиаторов.
Первичный дефект дофаминергической передачи при шизофрении установить не удалось, так как при функциональной оценке дофаминергической системы исследователи получали различные результаты. Результаты определения уровня дофамина и его метаболитов
в крови, моче и цереброспинальной жидкости оказались неубедительными по причине большого объёма этих биологических сред, который нивелировал возможные изменения, связанные с ограниченной дисфункцией дофаминергической системы.

#### Кинуреновая гипотеза
Интерес исследователей также привлек нейротрансмиттер глутамат и сниженная глутаматергическая сигнальная активность NMDA-рецепторов при шизофрении. Об этом в первую очередь говорят неадекватно низкие уровни рецепторов глутамата при посмертном анализе мозга больных и то, что средства, блокирующие глутаматную активность, такие как фенциклидин и кетамин, вызывают шизофреноподобные симптомы и когнитивные нарушения.
Особое внимание привлёк эндогенный антагонист NMDA-рецепторов — кинуреновая кислота, так как повышение её концентрации при клещевом энцефалите вызывает симптомы, схожие с симптомами шизофрении.
Тот факт, что снижение глутаматергической активности ухудшает показатели в тестах, требующих активности лобных долей и гиппокампа, а также то, что глутамат способен влиять на дофаминергическую систему, и обе системы связаны с шизофренией, говорит в пользу гипотезы о важной посреднической (а возможно и обусловливающей) роли глутаматных сигнальных путей в развитии заболевания. Дополнительным подтверждением «кинуреновой гипотезы» послужили предварительные данные клинических испытаний, говорящие о возможной эффективности коагонистов NMDA рецептора в смягчении некоторых позитивных симптомов шизофрении.

#### Другие нейрохимические гипотезы
Отмечалась также возможная роль нарушений в ГАМКергической и в холинергической нейромедиаторных системах, которые могут быть на корковом уровне частично ответственны за развитие негативной симптоматики и когнитивного дефицита. Тем не менее ни одна из нейрохимических гипотез не может полностью объяснить все многообразие симптоматики и течения шизофрении.

#### Структурные изменения
Был обнаружен ряд отличий в структуре и размере некоторых областей мозга при шизофрении, начиная с увеличения желудочков мозга у больных с наиболее выраженными негативными симптомами, которое показывает существенную деградацию серого вещества при этой болезни.
Тем не менее патологическая природа этих структурных изменений неясна; отсутствуют прямые доказательства и нейротоксичности психоза. Не исключено, что регулярно выявляемые структурные изменения, прежде всего у пациентов с тяжёлыми формами заболевания и после длительного течения, могут быть связаны со вторичными процессами — например, возникать вследствие социальной изоляции и изменения стиля либо вследствие массивной фармакотерапии. Так, по данным некоторых исследований, длительное лечение антипсихотическими препаратами может вносить нежелательные изменения в структуру мозга. Показано также, что потере объёма мозга способствуют употребление спиртного, табакокурение, употребление каннабиса, малоподвижный образ жизни. Структурные изменения отмечаются не только у пациентов с шизофренией, но и у некоторых лиц, страдающих аффективными расстройствами (расширение желудочков; уплощение борозд, свидетельствующее о снижении корковой массы), алкоголизмом и многими другими заболеваниями.
Высказывается также предположение, что данные структурные изменения могут возникать вследствие экзогенных факторов (явления хронического стресса, инфекций, токсических воздействий и др.) и нарушений развития (дизонтогенеза), в том числе в перинатальном периоде: например, нарушение пролиферации и миграции нейронов в кору головного мозга или естественного апоптоза нервных клеток в процессе развития.
Существуют доказательства, что структурные изменения у пациентов, страдающих шизофренией, частично обратимы. В частности, к увеличению объёма гиппокампа у больных шизофренией приводит физическая активность.

## Терапия и поддержка

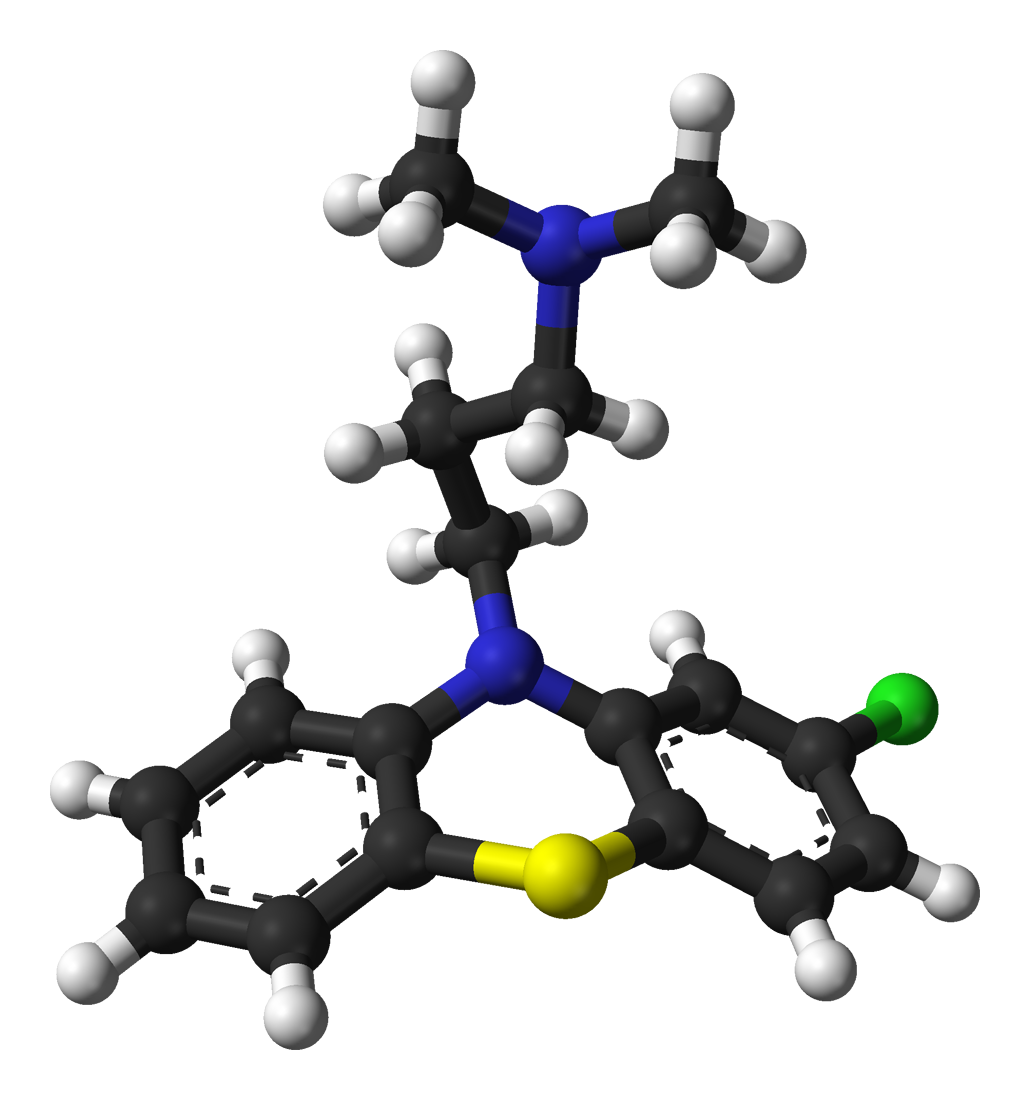
Молекула хлорпромазина (аминазина) — средства, революционизировавшего терапию шизофрении в 1950-х годах

Сама по себе концепция излечения от шизофрении остаётся объектом споров, поскольку не выработано общепринятого определения этого понятия, хотя в последние годы были предложены рациональные критерии ремиссии,
легко применимые в исследованиях и в клинической практике, которые могут стать консенсусными, и существуют стандартизованные методики оценки, из которых общепринятой является шкала PANSS. Коррекция симптомов и повышение уровня функционирования представляются более реалистичными целями, нежели полное исцеление. Революционные изменения в терапии в 1950-х годах были связаны с внедрением хлорпромазина. В настоящее время получает всё большее признание модель восстановления, подчёркивающая надежду на улучшение, расширение возможностей и общественную интеграцию.
При лечении шизофрении, как правило, применяется медикаментозная терапия антипсихотическими препаратами. Также могут применяться когнитивно-поведенческая психотерапия, семейная психотерапия, трудотерапия, социальная реабилитация. Остаётся неясным, какие из антипсихотических препаратов (нейролептиков) более эффективны, типичные или атипичные, тем не менее последние являются более современными и имеют меньше побочных эффектов.
Большинство пациентов, страдающих шизофренией, могут лечиться амбулаторно бо́льшую часть времени. Даже в остром периоде болезни нередко возможно амбулаторное лечение. Преимущества амбулаторной и стационарной форм лечения должны быть тщательно взвешены, прежде чем будет принято решение. Госпитализация может потребоваться при тяжёлых эпизодах шизофрении. Она может быть добровольной или, если это позволяет местное законодательство в области охраны психического здоровья, недобровольной (препровождение в гражданском порядке).
В России недобровольная госпитализация регулируется законом «О психиатрической помощи и гарантиях прав граждан при её оказании». В ряде других стран была проведена деинституционализация, что сделало редкостью долгое пребывание в больнице. Вслед за помещением в больницу либо вместо него в дело вступает поддержка, в том числе центры с открытым посещением, визиты районных групп по душевному здоровью или команд ассертивной терапии на дому, поддерживаемая трудозанятость и группы поддержки, руководимые самими пациентами.
Во многих странах за пределами западного мира решающее слово в терапии могут иметь местные сообщества и лечение может протекать менее формально. В действительности в этих странах результаты терапии могут быть лучше, чем на Западе. Причины такой статистики неясны, с целью их выяснения в настоящее время проводятся кросскультурные исследования.

### Медикаментозное лечение

#### Основные эффекты антипсихотиков
Основным методом лечения шизофрении является использование антипсихотиков, которые воздействуют на острые продуктивные симптомы психоза и препятствуют его дальнейшему развитию. При приёме большинства антипсихотиков максимальный терапевтический эффект в отношении продуктивных симптомов достигается в течение 7—14 дней. Однако антипсихотикам не удаётся значимо ослабить негативные симптомы и когнитивную дисфункцию. Исследования показали, что антипсихотики ослабляют негативную симптоматику, но это, по-видимому, ограничено так называемыми вторичными негативными симптомами у пациентов в остром состоянии и не касается первичной негативной симптоматики. Также предполагается, что антипсихотики сами могут усугублять негативные симптомы. Метаанализ 2014 года, включивший 168 рандомизированных контролируемых испытаний, в которых рассматривались такие разновидности лечения негативной симптоматики шизофрении, как применение атипичных антипсихотиков, антидепрессантов, психологическое вмешательство и пр., показал, что разница между этими видами лечения и плацебо статистически мала и не достигает порога клинически значимого улучшения.
Эффект антипсихотиков обусловлен в первую очередь подавлением дофаминовой активности. Согласно дофаминовой гипотезе, у лиц, страдающих шизофренией, обнаруживается повышенная дофаминергическая активность в мезолимбическом пути и сниженная в мезокортикальном. Нейролептики, снижая дофаминергическую передачу в мезолимбическом пути, оказывают антипсихотическое действие (устраняют бред и галлюцинации); снижая дофаминергическую передачу в мезокортикальном пути, усиливают негативные расстройства и когнитивную дисфункцию; снижая дофаминергическую передачу в нигростриарном пути, вызывают неврологические побочные эффекты (экстрапирамидные расстройства); снижая её в тубероинфундибулярном пути, вызывают гиперпролактинемию (которая может приводить к ряду побочных эффектов, в том числе тяжёлых).
Все антипсихотики блокируют рецепторы дофамина типа D2, степень блокировки ими других значимых нейромедиаторных рецепторов варьирует. Многие из типичных нейролептиков подавляют только рецепторы D2, а большинство атипичных воздействуют одновременно на целый ряд нейромедиаторных рецепторов: дофамина, серотонина, гистамина и других.
Несмотря на широкую распространённость антипсихотической фармакотерапии, она ни в коей мере не является этиопатогенетической, а представляет собой симптоматическую терапию, ориентированную преимущественно на малоспецифичные продуктивные симптомы.
Симптомы в разной степени поддаются фармакотерапии. Американская психиатрическая ассоциация в целом рекомендует атипичные антипсихотики как лечение первой линии для большинства пациентов, но при этом отмечает, что терапия должна быть индивидуально оптимизирована для каждого пациента.
Существует неопределённость относительно того, насколько рационально назначение нейролептиков при первых же признаках шизофрении. С одной стороны, их применение на самых ранних стадиях болезни увеличивает эффективность лечения; однако оно связано с повышенным риском побочных эффектов. Имеющиеся на сегодняшний день данные исследований не позволяют с очевидностью ответить на этот вопрос, хотя практические руководства во многих странах однозначно рекомендуют медикаментозную терапию нейролептиками в течение 6—24 месяцев при первых же приступах заболевания.
Следует относиться с осторожностью к назначению высоких доз нейролептиков, поскольку избыточная блокировка рецепторов дофамина, отвечающего за хорошее настроение, может вызвать приступы депрессии, что, в свою очередь, может усилить зависимое поведение пациентов, которые иногда пытаются компенсировать недостаток эффектов дофамина наркотиками и алкоголем (поскольку амфетамины стимулируют выброс дофамина). Существует также проблема невыполнения предписаний врача: примерно половина амбулаторных пациентов намеренно нарушают врачебные указания. Для пациентов, не желающих или не имеющих возможности регулярно принимать таблетки, разработаны пролонгированные формы препаратов, инъекции которых достаточно осуществлять раз в две недели. В США и Австралии законодательство позволяет принуждать к таким уколам больных, отказывающихся принимать кратковременные формы препаратов, но в то же время находящихся в стабильном состоянии и не препятствующих нормальной жизни окружающих.
Существуют и данные, показывающие малоэффективность нейролептиков. Согласно материалам FDA, влияние на шкалу положительных и отрицательных синдромов (PANSS) составляло всего 6 баллов, что намного ниже минимально клинически значимого эффекта, составляющего около 15 баллов.
Одной из наиболее острых проблем современной психиатрии является неоправданно частое использование сочетаний нейролептиков (полипрагмазия). Значительно более эффективно и намного более безопасно назначение не двух и более нейролептиков, а комбинирование нейролептиков с препаратами иного механизма действия — бензодиазепинами либо нормотимиками-антиконвульсантами (вальпроаты, ламотриджин и др.).

#### Атипичные антипсихотики
Имеются свидетельства того, что клозапин, амисульприд, оланзапин и рисперидон являются самыми эффективными из антипсихотиков. Дальнейшее (после купирования психоза) их применение позволяет снизить риск рецидива.
При применении антипсихотиков хороший ответ наблюдается у 40—50 % пациентов, частичный у 30—40 %, а у 20 % обнаруживается резистентность к лечению (отсутствие удовлетворительной реакции на два или три лекарства после шести недель их приёма). В тяжёлых случаях и среди тех, кому не помогают другие антипсихотики (при так называемой «резистентной шизофрении»), рекомендуется назначение клозапина.

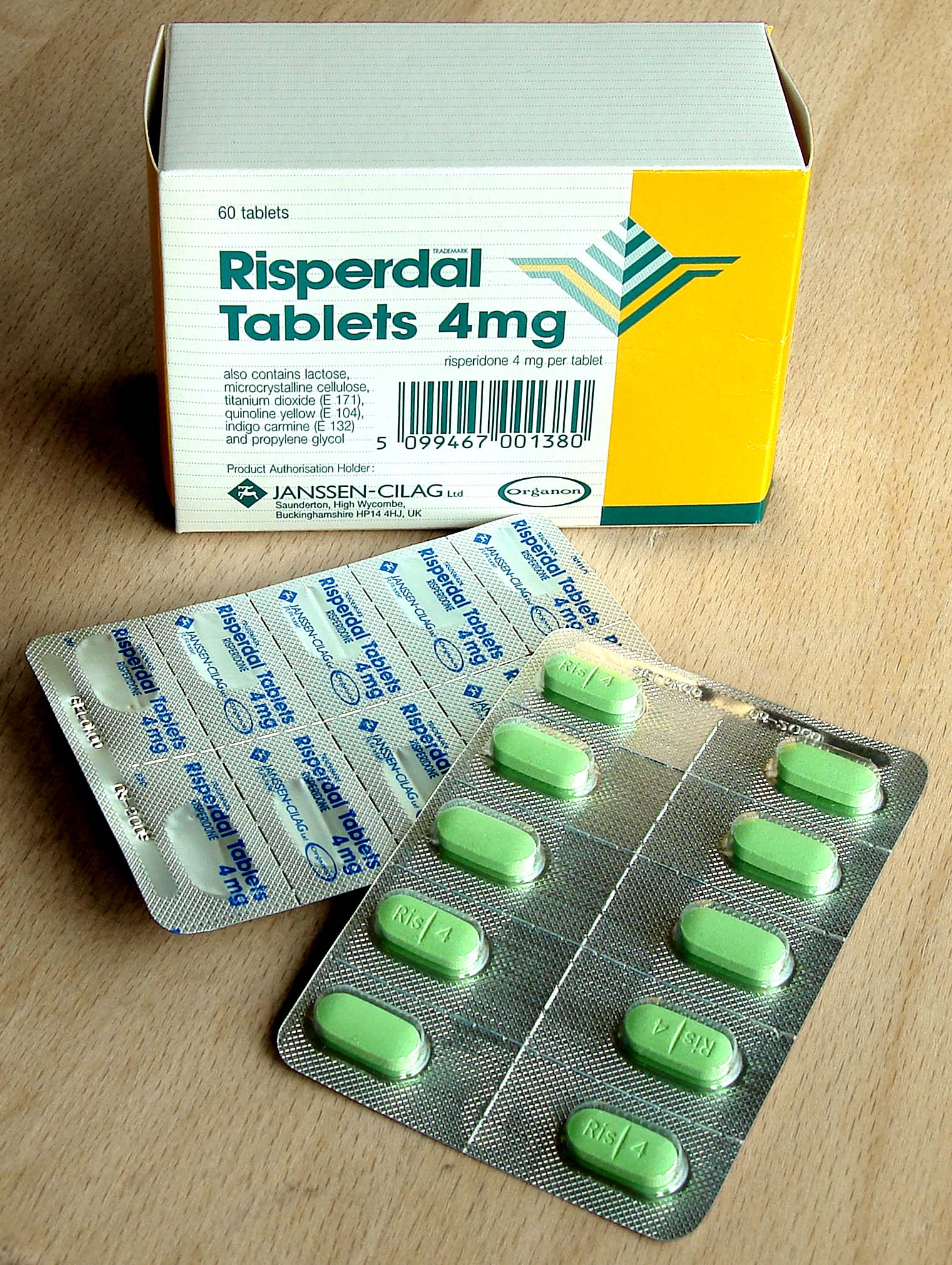
Рисперидон, распространённый представитель атипичных антипсихотиков

Несмотря на более высокую стоимость, атипичные антипсихотики всё же предпочтительнее при начальном выборе терапии перед более старыми, «типичными»: они, как правило, легче переносятся, и их использование реже сопровождается поздней дискинезией. Впрочем, некоторые из атипичных антипсихотиков чаще, чем типичные, вызывают набор веса и заболевания, связанные с ожирением, — особенно это касается рисперидона, кветиапина, оланзапина, применение которого связано с высоким риском сахарного диабета и метаболического синдрома, и клозапина, который тоже часто может вызывать метаболические нарушения и сахарный диабет.  Также у людей, получающих некоторые из атипичных антипсихотиков, отмечаются случаи повышения уровня пролактина, галактореи и опухоли гипофиза — как и при приёме типичных антипсихотиков. Остаётся неясным, снижает ли переход на более новые лекарства шансы развития злокачественного нейролептического синдрома — редкого, но тяжёлого и потенциально смертельного неврологического расстройства, чаще всего возникающего как отрицательная реакция на антипсихотики.
Считается, что оба класса антипсихотиков в целом демонстрируют одинаковую эффективность в подавлении продуктивных симптомов заболевания. Некоторые исследователи предполагали, что атипичные средства представляют дополнительную пользу в воздействии на негативные и когнитивные симптомы шизофрении, но клиническая значимость этих эффектов ещё не установлена. В работах недавних лет опровергается утверждение о сниженной частоте экстрапирамидных побочных эффектов при использовании атипичных антипсихотиков, особенно в случае, когда их старые аналоги подбираются в малых дозах либо используются низкопотентные типичные антипсихотики.

#### Долгосрочный приём антипсихотиков
Есть данные о том, что в долгосрочной перспективе состояние некоторых пациентов оказывается лучше без приёма антипсихотиков. Согласно данным проспективных лонгитудинальных 15- и 20-летних исследований (Martin Harrow et al., 2007, 2012), далеко не всем пациентам, страдающим шизофренией, показан пожизненный приём этих препаратов. Было установлено, что пациенты, прекратившие приём антипсихотиков, в долгосрочной перспективе демонстрировали более высокий уровень нейрокогнитивных навыков по сравнению с продолжившими приём. Также они были менее уязвимы в отношении возникновения тревожных расстройств и повторных психозов, демонстрируя более длительные периоды ремиссии. Постоянная блокада дофаминовых рецепторов D2 может приводить к компенсаторному увеличению их плотности и аффинитета, предположительно следствием этих изменений является повышение риска рецидива психоза (см. Психозы сверхчувствительности), а для блокады возросшего количества дофаминовых рецепторов требуются уже бо́льшие дозы антипсихотиков.
Снижение доз нейролептиков в период поддерживающего лечения может уменьшить выраженность побочных эффектов, однако увеличивает риск обострения, как и резкая их отмена. У пациентов с первым психотическим эпизодом кратковременное применение малых доз нейролептиков ассоциировано с более благоприятным прогнозом.

#### Терапия добавочными средствами
Если в случаях резистентной шизофрении клозапин не помогает, используют стратегию добавления к клозапину других препаратов. Из антипсихотиков клозапин совмещают с амисульпридом, рисперидоном, а при негативных симптомах с арипипразолом. Из антидепрессантов к клозапину добавляют циталопрам, флувоксамин, миртазапин, в сочетании с ними клозапин действует на негативные симптомы шизофрении, которые считаются наиболее сложными для лечения. Из антиконвульсантов используют ламотриджин, топирамат, вальпроевую кислоту. Также может применяться дающий значимое улучшение, подтверждённое статистически, мемантин.
Другие антипсихотики при негативных симптомах могут применяться совместно с флуоксетином, миртазапином, омегой-3, серином. При глобальных симптомах — вместе с донепезилом, саркозином, при агрессии — вместе с S-аденозилметионином. Добавление ривастигмина улучшает у больных шизофренией память, селективное внимание и интеграцию информации со знаниями и их контекстом, галантамина — внимание и память, а также может оказывать вспомогательный терапевтический эффект, в том числе уменьшать негативные симптомы и апатию среди пациентов с хронической шизофренией и остаточными симптомами.

#### Другое медикаментозное лечение
Ведутся разработки новых антипсихотических лекарств, в том числе не связанных с блокадой D2-рецепторов. Надежды возлагаются на агонисты метаботропных глутаматных рецепторов,. Другие разрабатываемые и проходящие испытания лекарственные средства оказывают воздействие на рецепторные структуры в рамках холинергической, серотонинергической, ГАМКергической, нейропептидной и других нейромедиаторных систем. Одной группой исследователей заявлено об антипсихотическом действии каннабидиола, естественного компонента каннабиса.
Предрасположенность к шизофрении предположительно связана с низким уровнем ацетилирования определённых участков гистонов, а также с метилированием ДНК. Для коррекции этих нарушений могут применяться препараты на основе метилтрансфераз и деацетилаз гистонов. Даже если эта методика не позволит полностью излечить шизофрению, эпигенетическая терапия может заметно улучшить качество жизни.
Несмотря на обнадёживавшие результаты ранних пилотных исследований, омега-3-ненасыщенные жирные кислоты не ведут к улучшению симптоматики, согласно данным мета-анализа.

### Психологическая и социальная терапия
Психотерапия также широко рекомендуется и используется при шизофрении, хотя возможности терапии порой ограничены фармакологией из-за проблем с финансированием или недостаточной подготовки персонала. Помимо лечения самой болезни, психотерапия направлена также на социальную и профессиональную реабилитацию пациентов. Только антипсихотические средства сами по себе не позволяют восстановить состояние пациента до преморбидного уровня функционирования в обществе, а психотерапия, семейная и индивидуальная, позволяя воздействовать на социальные факторы и на адаптацию пациента, может в значительной мере предопределять исход болезни:408.
Когнитивно-поведенческую терапию (КПТ) используют для смягчения симптомов и улучшения связанных с ними аспектов — самоуважения, социального функционирования и осознания своего состояния; снижения дистресса, испытываемого пациентами, страдающими психозом, и улучшения качества их жизни. КПТ при психозах ориентирована не столько на устранение психотических симптомов, сколько на то, чтобы помочь пациентам выработать такую систему психотических переживаний, которая позволила бы им избежать серьёзных страданий. Применение КПТ при психозах имеет солидную доказательную базу и рекомендуется национальными организациями (например, Национальным институтом здоровья и клинического совершенствования Великобритании, Американской психиатрической ассоциацией и Королевским колледжем психиатров Австралии и Новой Зеландии). В частности, мета-анализ, охвативший 12 рандомизированных контролируемых испытаний, показал, что применение КПТ у резистентных к фармакотерапии пациентов приводило к сильному уменьшению продуктивных расстройств. Практически во всех недавних руководствах по лечению шизофрении рекомендуется использовать КПТ для терапии стойких психотических симптомов. Кроме того, был сделан вывод, что КПТ позволяет немного снизить частоту рецидивов у пациентов.
Данные относительно психоаналитических методов лечения шизофрении противоречивы, эффективность этих методов является одной из самых спорных тем в психиатрии. Многие специалисты занимают позицию полного неприятия использования психоанализа у лиц с шизофренией. Есть данные как в пользу психоаналитической терапии в сравнении с медикаментозной терапией, так и против; в ряде обзоров сделан вывод, что существует слишком мало данных относительно эффективности психоанализа. Тем не менее один мета-анализ показал, что и психоаналитическая терапия, и когнитивно-поведенческая даже в случаях, когда любой из этих видов лечения используется без медикаментов, столь же эффективны, как и традиционная терапия антипсихотиками. Это даёт надежду на то, что психотерапия, применяемая сама по себе, без медикаментов, может стать подходящим видом лечения для тех пациентов, которым не помогают антипсихотики, или тех, кто отказывается их принимать, или же тех, кто лечится у врача, предпочитающего использовать медикаментозное лечение лишь в малом объёме либо вообще его не использовать.
Одним из аргументов против индивидуальной психотерапии (как когнитивно-поведенческой, так и психоаналитической) является её дороговизна. Тем не менее, по мнению сторонников использования психотерапии при психозах, общая сумма затрат при её применении оказывается ниже, чем при применении нейролептиков, поскольку в этом случае пациент меньше лечится стационарно, функционирует на более высоком уровне, а его психические проблемы не так сильно мешают находить и сохранять работу, как психические проблемы тех, кто подвергается медикаментозному лечению.
Ещё один подход — когнитивная тренировка, приёмы которой направлены на борьбу с когнитивными нарушениями, иногда присутствующими при шизофрении. Первые результаты говорят о когнитивной эффективности этого направления, основанного на методиках нейропсихологической реабилитации, причём некоторые позитивные подвижки сопровождаются изменениями характера активации мозга, отмечаемыми при фМРТ-сканировании. Аналогичный подход под названием «терапия когнитивного улучшения», направленный, помимо нейрокогнитивной сферы, на социальное познание, также показал эффективность. Доказано, что метакогнитивная тренировка может уменьшать бред у пациентов с шизофренией и другими психотическими расстройствами.
Семейная терапия или обучение, подходы, направленные в целом на семейную систему, частью которой является больной, в исследованиях обычно признаются полезными, по крайней мере при долговременном вмешательстве.  Психотерапевтическое консультирование семьи пациента, положительно воздействуя на отношения в семье, способствует устранению проблем во взаимоотношениях и таким образом облегчает исход болезни:408. Поскольку проблемы взаимоотношений в семье нередко являются фактором риска возникновения рецидива, семейная терапия может снижать риск рецидива благодаря тому, что родители обучаются навыкам коммуникации и управления стрессом, тому, что исключаются критика, вторжение и гиперопека или снижается количество контактов между родителями и пациентами. Существуют различные варианты семейной терапии, как, например, психоаналитическая семейная терапия, системная семейная терапия, однако программа лечения всегда должна быть адаптирована к потребностям конкретной семьи и ориентирована на конструктивный открытый диалог, в ходе которого совместно вырабатывается решение испытываемых проблем. Помимо собственно терапии, признание получает серьёзное воздействие болезни на семью и та тяжёлая ноша, что ложится на плечи заботящихся о больном, в связи с чем публикуется всё больше «книг самопомощи» на эту тему.
Некоторые свидетельства говорят о пользе обучения социальным навыкам, но в этом направлении были и значительные негативные результаты. В некоторых работах рассматривается возможная польза музыкотерапии и других креативных форм терапии, однако, по другим данным, арт-терапия показала неэффективные результаты при лечении шизофрении.
Движения, организуемые «клиентами психиатрических услуг», стали неотъемлемой частью процесса восстановления в Европе и Америке; такие группы, как Hearing Voices Network и Paranoia Network, разработали методики самопомощи, нацеленные на обеспечение поддержки и помощи за рамками традиционной медицинской модели, принятой большинством психиатров. Избегая рассмотрения персонального опыта в терминах психической болезни или психического здоровья, они стремятся дестигматизировать эти переживания и вдохновить человека к принятию личной ответственности и обретению позитивного самовосприятия. Все чаще устанавливаются партнёрские отношения между больницами и организациями пациентов, при этом работа врачей способствует возвращению людей в общество, наработке ими социальных навыков и снижению частоты повторных госпитализаций.
В качестве альтернативы жёсткой системе психиатрических учреждений, где отношение к людям часто воспринимается как авторитарное, недружелюбное или жестокое, а лечение сводится к регулярному применению психиатрических (в частности, антипсихотических) средств, рассматриваются Дома-Сотерии, получившие своё название от названия первого дома «Сотерия», созданного Лореном Мошером. Дома-Сотерии или дома по образцу Сотерий в настоящее время функционируют в Швеции, Финляндии, Германии, Швейцарии, Венгрии и некоторых других странах.
В своей работе 1999 года «Сотерия и другие альтернативы неотложной психиатрической госпитализации» Лорен Мошер, разработавший метод Сотерии, охарактеризовал его как «применение по 24 часа в день межличностных феноменологических вмешательств, осуществляемых непрофессиональным персоналом, обычно без лечения нейролептическими препаратами, в контексте немногочисленного, аналогичного домашнему, тихого, поддерживающего, защищающего и толерантного социального окружения».
Результаты исследований скудны, но их систематический обзор в 2008 году показал, что программа аналогична по эффективности лечению нейролептиками при первом и втором эпизодах шизофрении.

### Другие методы
Электросудорожная терапия (ЭСТ) не рассматривается при первоначальном выборе стратегии терапии, но может быть назначена при неудаче других методов. Она более эффективна при наличии симптомов кататонии, и правила NICE в Великобритании рекомендуют применение ЭСТ при кататонии, если у данного пациента она уже с успехом проводилась, однако других рекомендаций относительно ЭСТ при шизофрении нет. Психохирургия в наше время стала редкостью и при шизофрении не рекомендуется.
Инсулинокоматозная терапия для лечения шизофрении применялась на Западе с момента её создания в 30-е годы XX века и до 50-х годов, когда было признано, что нет свидетельств её эффективности, при том что она существенно опаснее ЭСТ.
В России инсулинокоматозная терапия продолжает использоваться, представляя, с точки зрения ряда специалистов, уникальный метод терапии.
Также иногда применяется атропинокоматозная терапия.

## Прогноз

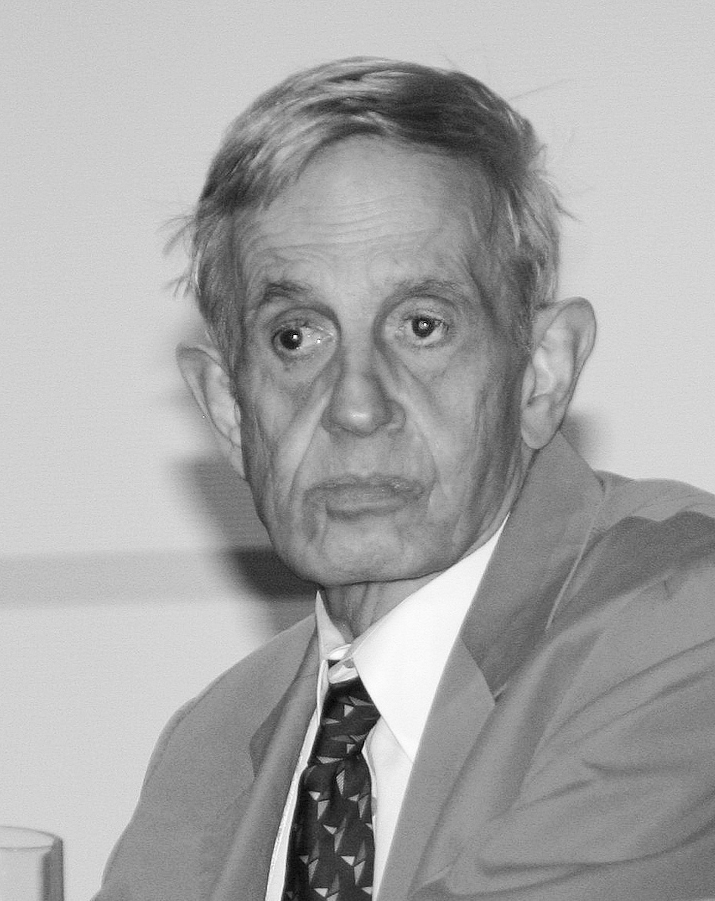
Джон Нэш, американский математик, у которого ещё в колледже проявлялись первые симптомы параноидной шизофрении. Несмотря на отказ от медикаментов, Нэш продолжал свои исследования. В 1994 году за свои ранние работы награждён Нобелевской премией. История жизни Нэша легла в основу биографии и художественного фильма «Игры разума»

### Течение заболевания
В рамках Международного исследования шизофрении (англ. International Study of Schizophrenia, ISoS), координируемого ВОЗ, было осуществлено длительное наблюдение 1633 пациентов из разных стран с диагнозом «шизофрения». Через 10 и 15 лет были отмечены разные результаты как по странам, так и по испытуемым. В целом более половины пациентов, доступных для длительного учёта, поправились (англ. recovered) с точки зрения симптоматологии (4 по Шкале Блейлера), и более трети считались поправившимися, если учитывать, кроме симптомов, ещё и уровень функционирования (выше 60 по шкале GAF). Приблизительно шестая часть из них «были сочтены достигшими полного выздоровления, не требующего более терапии в какой бы то ни было форме», хотя у некоторых ещё проявлялись отдельные симптомы и снижение трудоспособности. У значительного числа участников отмечено «позднее выздоровление», даже после хронических проблем и неудач в подборе терапии. В выводах исследования говорится, что «результаты проекта ISoS, вслед за другими данными подобного характера, способствуют избавлению пациентов, лиц, заботящихся о них, а также клинических работников от парадигмы хронического течения, доминировавшей в представлениях о болезни на протяжении большей части XX века».
Обзор крупных лонгитюдных исследований, провёденных в Северной Америке, также говорит о большом варьировании результатов, как и о том, что течение болезни может быть мягким, средним либо тяжёлым. Клинический исход был в среднем хуже, чем при других психотических и психиатрических расстройствах, но от 21 % и 57 % пациентов, в зависимости от степени жёсткости критериев, демонстрировали хорошие результаты. Прогрессирующее ухудшение наблюдалось «в малом количестве случаев», хотя отмечались и опасность суицида, и ранняя смертность. Как указали авторы исследования, «наиболее важным является полученное свидетельство того, что в умеренном числе случаев пациенты демонстрируют полную ремиссию симптомов без последующих рецидивов, по крайней мере на протяжении длительного времени, и что некоторым из этих пациентов не требуется поддерживающая медикаментозная терапия».
Клиническое исследование с жёсткими критериями восстановления (одновременная ремиссия позитивных и негативных симптомов при адекватном социальном и профессиональном функционировании на протяжении двух лет) говорит о 14-процентном выздоровлении в течение первых пяти лет. В ходе другого исследования, учитывавшего больных, проживающих в одном районе, у 62 % испытуемых было отмечено общее улучшение согласно композитному индексу симптоматики, клинических и функциональных показателей. Ещё одно лонгитюдное исследование, продолжавшееся более 20 лет, показало, что по меньшей мере у половины из 1300 лиц, страдающих шизофренией, достигнуто «выздоровление или значительное улучшение состояния»:150.
При анализе данных ВОЗ обнаружена ещё одна важная закономерность: люди с диагнозом «шизофрения», проживающие в «развивающихся странах» (Индия, Колумбия, Нигерия), демонстрируют лучшие долговременные показатели по сравнению с больными из «развитых стран» (США, Великобритания, Ирландия, Дания, Чехия, Словакия, Япония, Россия),  несмотря на то что антипсихотические медикаменты, как правило, менее доступны в бедных государствах.

### Определение выздоровления
Статистические результаты исследований разнятся из-за отсутствия общепринятых строгих определений ремиссии и выздоровления. «Рабочая группа по ремиссии при шизофрении» предложила стандартизованные критерии ремиссии, в том числе «улучшение по основным признакам и симптомам до уровня, на котором любые остаточные симптомы проявляются столь мягко, что более не оказывают значительного воздействия на поведение и не достигают порога, определяющего первичный диагноз шизофрении».
Некоторыми исследователями выдвигаются стандартизованные критерии выздоровления с указанием на то, что имеющиеся в DSM-IV определения «полного возврата к преморбидному (до болезни) уровню функционирования» или «совершенного возврата к полному функционированию» неадекватны, не подлежат измерению, несовместимы с размахом вариаций, признаваемых в обществе за норму психосоциального функционирования, а также способствуют стигматизации и порождают замкнутый круг пессимизма.
Между людьми с диагнозом «шизофрения», в том числе состоящими в движениях «потребителей услуг\потерпевших», и некоторыми специалистами в области душевного здоровья могут существовать довольно сильные разногласия относительно базовых установок и концепций выздоровления. Среди заметных ограничений, свойственных почти всем исследовательским критериям, — невнимание к тому, как сам испытуемый оценивает своё состояние и ощущает себя в жизни. Заболевание и последующее восстановление часто подразумевают длительное разочарование в собственных силах, обособление от друзей и семьи, срыв обучения и карьеры и социальную стигматизацию, «переживания, которые нельзя просто повернуть вспять или забыть».
Набирает вес модель, определяющая выздоровление как процесс, подобный постепенному «уходу от» проблем, связанных с наркотиками и алкоголем, и подчеркивающая уникальность пути каждого, кто вступил на эту дорогу в поиске надежды, свободы выбора, новых возможностей, включения в социум, достижений.

### Индикаторы прогноза
Несколько факторов коррелируют с более позитивным общим прогнозом: женский пол, острый дебют (резкое проявление симптомов в противовес постепенному), больший возраст при первом эпизоде, преобладание продуктивных (в противовес негативным) симптомов, наличие расстройств настроения, хороший уровень функционирования до болезни, способность хорошо работать, академические успехи, социальные навыки, благоприятные экономические условия, низкая связанность семьи лечебными предписаниями. Сильные стороны характера и наличие внутренних ресурсов, проявляющиеся в решительности и «психологической стойкости», также ассоциированы с лучшим прогнозом.
Принятие и поддержка со стороны близких и знакомых может значительно повлиять на исход болезни. Исследования показали, что негативным аспектам отношения окружающих: количеству критических комментариев, уровню враждебности и расположенности к вторжению, к контролю чужой жизни (в совокупности — «выраженные эмоции», пользуясь терминологией исследователей) — всему этому раз за разом сопутствует повышенный риск рецидивов. С другой стороны, большинство таких исследований говорят лишь о корреляции, и зачастую трудно установить направление причинно-следственных связей.
Частые или длительные (рецидивирующие) галлюцинации тесно связаны с негативным прогнозом; кроме того, они плохо влияют на возможности трудоустройства пациентов, мешая им вернуться к нормальной жизни.
К неблагоприятному прогнозу (формированию резидуальных состояний) предрасполагает также изоляция пациентов и длительное их нахождение в больницах старого образца, обуславливающие развитие госпитализма.

### Смертность
При анализе данных о более чем 168 000 граждан Швеции, получавших психиатрическое лечение, продолжительность жизни больных шизофренией оказалась на уровне около 80 % — 85 % от средних показателей. Женщины с диагнозом «шизофрения» жили немного дольше мужчин, а в целом болезнь была ассоциирована с большей продолжительностью жизни, нежели алкоголизм и наркомания, расстройства личности, инфаркты и инсульты. При шизофрении наблюдается повышенный риск самоубийств (согласно данным советского времени, среди пациентов с диагнозом «шизофрения», состоявших на учёте в психоневрологическом диспансере, суицидальный риск был в 32 раза выше, чем в общей популяции; при маниакально-депрессивном психозе тот же показатель оказался равен 48, а при реактивной депрессии — 100); недавнее исследование говорит о том, что 30 % пациентов как минимум один раз в жизни предпринимали попытку покончить с собой. По другому исследованию, за 20-летний период болезни около 50 % лиц с шизофренией совершили попытки суицида, при этом 10 % из них оказались завершёнными. В ещё одном исследовании предполагается 10%-ный уровень смертности от самоубийств при шизофрении. Дополнительно указываются такие факторы, как курение, плохая диета, недостаток физических упражнений и отрицательное воздействие психотропных средств.
По данным исследований, приём нейролептиков ассоциируется с более высоким, чем в популяции, уровнем смертности, причём зависимость между числом принимаемых нейролептиков и её уровнем статистически достоверна (при политерапии риск преждевременной смертности увеличивается). Применение антипсихотиков приводит к сердечно-сосудистым и лёгочным нарушениям, что по крайней мере отчасти объясняет повышенный риск смертности. Предполагается, что нейролептики повышают частоту возникновения сердечной патологии и в силу прямого воздействия на сердце (кардиотоксичности), и опосредованно (благодаря таким побочным эффектам приёма нейролептиков, как повышение веса тела пациентов и патологические сдвиги биохимических параметров гомеостаза). В большом исследовании (Ray и др., 2001) было показано, что приём нейролептиков сопряжён с увеличением риска внезапной сердечной смерти. Некоторые из побочных эффектов антипсихотических средств могут обуславливать повышенный риск суицида — так, в DSM-IV отмечается, что «акатизия может быть сопряжена с дисфорией, раздражительностью, агрессией или попытками самоубийства». В плацебо-контролируемых испытаниях наблюдалось статистически значимое повышение количества завершённых суицидов на фоне активного лечения нейролептиками. В когортном исследовании, охватившем 247 858 детей и молодых людей, был выявлен значительно повышенный риск внезапной смерти у пациентов, принимавших более высокие дозы нейролептиков, чем в контрольной группе.
В 2006 году в British Journal of Psychiatry опубликованы данные исследования, авторы которого (M. Joukamaa, M. Helliovaara, P. Knekt и др.), изучив 17-летний катамнез более 7 тысяч пациентов с диагнозом «шизофрения», выяснили, что за этот период из пациентов, получавших один, два, три или более типичных нейролептиков, умерли 35, 44 и 57 %% соответственно, в то время как среди пациентов с этим диагнозом, не получавших типичные нейролептики, аналогичный показатель составил лишь 5 %.

### Насилие
Связь между актами насилия и заболеванием представляет собой тему для споров. В современных работах говорится о том, что процент больных шизофренией, прибегающих к насилию, выше, нежели процент людей безо всяких заболеваний, но в то же время ниже, чем при расстройствах, подобных алкоголизму, и что разница сглаживается или вовсе исчезает при порайонном рассмотрении с учётом связанных с болезнью факторов, в первую очередь социодемографических переменных, алкоголизма и наркомании. Исследования показывают, что от 5 % до 10 % обвинений в убийстве в западных странах выносится людям, страдающим расстройствами шизофренического спектра.
Психоз при шизофрении порой связывают с повышенным риском актов насилия. Исследования специфического вклада бредовых убеждений и галлюцинаций не дают однозначной картины, в первую очередь уделяя внимание бреду ревности, ощущению угрозы и приказывающим голосам. Выдвинуто предположение о том, что более склонными к насилию являются больные определённого типа, для которых характерны проблемы в обучении, низкий IQ, расстройства поведения, ранние алкоголизм и наркомания, нарушения законопорядка до постановки диагноза.
Устойчивые данные свидетельствуют о том, что люди с диагнозом «шизофрения» чаще становятся жертвами преступлений с применением насилия — как минимум в 14 раз чаще, нежели исполнителями. У той небольшой части больных, что совершают насильственные действия, устойчиво отмечается злоупотребление психоактивными веществами, в первую очередь алкоголем. Агрессия, как со стороны пациентов так и направленная против них, обычно случается в контексте сложных социальных взаимодействий в семье, а также является проблемой в условиях клиники и по месту жительства больного.

## Скрининги предупреждение заболевания
В настоящее время нет надёжных маркеров, способных предсказать развитие шизофрении, однако проводятся исследования, в ходе которых оценивается возможность определения будущего диагноза по комбинации генетических факторов и психозоподобных переживаний, не ведущих к снижению функционального уровня. Люди, соответствующие критериям «состояния ультравысокого риска», что предполагает наличие транзиторных или самоконтролируемых психотических переживаний на фоне семейной истории шизофрении, в течение года с вероятностью 20—40 % получают тот же диагноз. Показано, что различные методы психотерапии и медикаменты способны снизить шансы развития настоящей шизофрении у лиц, удовлетворяющих критериям «высокого риска». В то же время осуществление терапии лиц, которые и без того могут никогда не заболеть шизофренией, полно противоречий из-за риска побочных эффектов при использовании антипсихотиков, особенно таких потенциально калечащих последствий, как поздняя дискинезия, а также редкого, но иногда смертельно опасного злокачественного нейролептического синдрома. Самой распространённой формой превентивной активности являются образовательные общественные кампании, предоставляющие информацию о факторах риска шизофрении, ранней диагностике и возможностях терапии.

## Критика и альтернативные подходы

### Диагностические проблемы и споры
С самого своего возникновения «шизофрения» была по существу оспариваемой концепцией. Дебаты на европейских конференциях по психиатрии неизменно заканчиваются тем, что около 50 % участников выступают в пользу отказа от термина «шизофрения» и около 50 % — в пользу сохранения статус кво.
Критика диагноза «шизофрения» связана с его недостаточной научной валидностью и надёжностью и является частью более широкой критики, направленной на диагностические критерии психиатрии в целом. Альтернативой произвольно устанавливаемой границе между болезнью и нормой может стать рассмотрение индивидуальных показателей в различных диагностических измерениях, предполагающее наличие спектра или континуума состояний в противовес однозначному диагнозу. Такой подход хорошо ложится в канву исследований шизотипии и согласуется с данными о высокой частоте в общей популяции психотических переживаний и бредовых убеждений, зачастую не вызывающих негативных эмоций.
Критики диагноза указывают на неустойчивость критериев, особенно ярко проявляющуюся при оценке бредовых убеждений и расстройств мышления. Высказываются мнения о том, что психотические симптомы являются недостаточным основанием для диагноза, ведь «психоз в психиатрии подобен лихорадке в остальной медицине — это серьёзный, но неспецифичный показатель». В 1968 году британский психолог Дон Баннистер (Don Bannister) отметил, что шизофрения диагностируется у человека, когда «он проявляет А и Б, и диагностируем то же заболевание у другого человека на основании проявляемых им признаков В, Г и Д. Теперь эти два человека объединены в одну категорию, несмотря на то, что не имеют общего признака… Взаимоисключающие (дизъюнктивные) категории имеют слишком примитивную логику для научного применения».
По мнению известного психиатра, психотерапевта, нарколога и клинического психолога В. Д. Менделевича, во многих случаях постановку диагноза «шизофрения» определяют семантически неопределённые и пустые, двусмысленные феномены (симптомы, признаки), для которых отсутствует чёткое и убедительное определение. К таким признакам он относит аморфность и разноплановость мышления, соскальзывание и резонёрство, вычурность и нелепость поступков и увлечений, выхолощенность эмоций, амбивалентность и амбитендентность. Для понимания таких признаков важен контекст, а одной только констатации их присутствия недостаточно для безусловного отнесения их к шизофрении.
Специалистами всё чаще и чаще высказывается мнение, что шизофрения представляет собой не болезнь, а синдром, консенсусную нозологическую единицу, сумму слагаемых, обеспечивающую коммуникацию между врачами общей практики, психиатрами и научными исследователями, пациентами и их родственниками. В 2002 году в профессиональном журнале «MGv» (статья «Разоблачение шизофрении») Питер де Вальминк (нидерл. Pieter de Valminck) высказался о вредных последствиях понимания шизофрении как болезни. В 2003 году Джим ван Ос в ходе лекции в Нидерландском институте психического здоровья и зависимостей привёл доводы против существующей концепции шизофрении, во многих случаях, по его утверждению, приносящей вред. По словам ван Оса, существующие методы диагностики излишне грубы: «Нет ни одного биологического критерия, который бы обладал диагностической ценностью, и средние различия между группами пока ещё диагностически нерелевантны», и до сих пор ещё невозможно чётко разграничить пациентов с шизофренией и пациентов с депрессией. Ван Ос отметил, что состояние пациентов, которым выставлен диагноз «шизофрения», по сути являющийся стигматизирующим психиатрическим ярлыком, можно охарактеризовать кластерами симптомов, уникальных для каждого отдельного человека. Он предложил отказаться от диагноза «шизофрения» и заменить его в DSM-5 новым диагнозом «синдром аберрантного выделения важности». Однако диагноз «шизофрения» не был заменён в DSM-5.
Япония в 2002 году заменила термин «精神分裂病» (сэисин-бунрэцу-бё̄), обозначавший шизофрению и дословно переводящийся как «болезнь расщеплённого разума», на «統合失調症» (то̄го̄-ситтё̄-сё̄), «расстройство интеграции». Южная Корея также отказалась от использования термина «шизофрения».
В 2004 году в Великобритании была опубликована книга «Модели безумия», один из авторов которой, профессор клинической психологии Дж. Рид привёл, используя данные статистических исследований, доказательства, что диагноз «шизофрения» не обладает ни надёжностью, ни валидностью. По мнению редакторов книги Дж. Рида, Л. Мошера, Р. Бенталла, медицинская модель шизофрении приводит к необоснованному пессимизму в отношении шансов на исцеление и препятствует реальным попыткам понять, «что на самом деле происходило в жизни этих людей, их семей, а также в обществе, в котором они живут», и оказать помощь, которая не сводилась бы к «химическому или электрическому „решению проблемы“». Авторы книги приводят данные, согласно которым жизненные обстоятельства (и в частности, детские психологические травмы) играют ключевую роль в возникновении психоза, и утверждают, что биологическая психиатрия позволяет игнорировать эти причины, хотя профилактические программы, направленные на улучшение качества жизни детей, подростков и их семей, позволили бы улучшить ситуацию.
В 2006 году в Великобритании была развёрнута «Кампания за отказ от ярлыка шизофрении» с целью аналогичной смены диагноза и разработки нового подхода к терапии и пониманию симптомов, ассоциируемых в настоящее время с шизофренией.
На конгрессе по шизофрении в 2007 году в ходе голосования 62 голоса против 61 были в пользу отказа от термина «шизофрения». Выступавший последним В. Карпентер из Центра психиатрических исследований Мэриленда (Балтимор) предложил заняться проблемой гетерогенности, присущей шизофрении, и разделить данный синдром на несколько значимых субсиндромов, что позволит более точно определить их явно множественные этиологические корни. Из зала прозвучало несколько предложений об альтернативах сегодняшнему названию, в частности «синдром Крепелина — Блейлера», «синдром гиполатерализации», «преднамеренно неспецифицируемый психоз»; высказывались предположения о том, уменьшит ли замена имени стигматизацию и заблуждения широкой публики касательно шизофрении.
Сомнению подвергают также, в частности, попытки найти генетическую основу шизофрении. Они привели к идентификации ряда генов-кандидатов, например СОМТ, NRG1 и DTNBP1, о которой было объявлено с большим воодушевлением. Однако более поздние исследования, все без исключения, не сумели повторить эти результаты. В одном из крупнейших из когда-либо опубликованных психиатрических генетических исследований, результаты которого появились в American Journal of Psychiatry в 2009 году, не было найдено корреляции между любым из генов-кандидатов и шизофренией.
В октябре 2012 года на 51 ежегодном съезде тайваньского общества психиатров (TSP) в городе Тайнань было выбрано новое название для шизофрении на китайском языке — кит. трад. 思覺失調症, упр. 思觉失调症, пиньинь sī jué shītiáo zhèng, палл. сы-цзюэ-шитяо-чжэн, буквально: «когнитивно-перцептивная дисфункция».
В 2017 году в публикации в журнале Psychological Medicine ван Ос и S. Gülöksüz отмечали, что, хотя концепция шизофрении охватывает лишь часть психотических расстройств, парадоксально она стала преобладающей призмой, посредством которой рассматривается всё «психотическое», даже аффективные состояния с лёгким психозом. Неспособность психиатрии рассматривать психоз как многомерный синдромальный спектр со в значительной степени непредсказуемыми течением и исходом препятствует исследованиям и терапевтической практике, ориентированной на выздоровление.
Историк психиатрии Эдвард Шортер придерживается критического мнения по поводу единого диагноза «шизофрении». Шортер отмечает, что ещё во времена Крепелина зарождающаяся концептуализация шизофрении как единого расстройства подверглась критике в сообществе психиатров. Шортер утверждает, что проявления и исходы шизофрении настолько разнородны, что за ними на самом деле скрываются разные болезни. «Шизофрения — это саркофаг, внутри которого погребены разные болезни», — считает Шортер. Несколько факторов в развитии психиатрической нозологии помешали, по мнению Шортера, отказу от понятия «шизофрении» и поиску отдельных заболеваний, стоящих за этим диагнозом. В период доминирования психоанализа в американской психиатрии психиатры могли дежурно объяснять диагнозом «шизофрения» отсутствие эффекта от разговорной психотерапии. Позже, уже в период доминирования биологически ориентированной психиатрии фармакологическим компаниям удобнее было продвигать нейролептики в качестве средства лечения для всех возможных форм шизофрении и было потенциально экономически невыгодно выделять из шизофрении отдельные состояния, которые требовали бы своих специфических лекарств или иных форм терапии.

### Сложности диагностики и гипердиагностика
Как показывают исследования, диагностика шизофрении является ненадёжной и непоследовательной. Так, знаменитое исследование, осуществлённое в 1972 году Дэвидом Розенханом (см. Эксперимент Розенхана), результаты которого послужили материалом для статьи в журнале Science под названием «О нормальных людях в ненормальных местах», продемонстрировало субъективность и ненадёжность диагностики — по крайней мере, на тот момент времени. В более свежих работах показано, что вероятность одновременной постановки диагноза «шизофрения» двумя независимыми психиатрами в лучшем случае достигает 65 %. Эти данные, а также результаты предыдущих исследований, демонстрировавших ещё меньшую согласованность при анализе диагностической надёжности, сподвигли некоторых критиков на требования отказа от диагноза «шизофрения» как такового.
Исследование G. Ayano и соавторов, результаты которого были опубликованы в 2021 году, показало, что более трети пациентов с тяжёлыми психическими расстройствами (39,16 %) поставлены были ошибочные диагнозы, а ошибочный диагноз шизофрении был поставлен в 23,71 % случаев.
При анализе годовых отчётов различных советских психиатрических больниц конца 1950-х — начала 1960-х годов было обнаружено, что статистические данные демонстрируют отсутствие единых подходов к пониманию границ шизофрении. В СССР сложилась парадоксальная ситуация, при которой процент лиц с диагнозом «шизофрения» от общего числа поступивших на стационарное лечение психиатрических пациентов в различных регионах страны колебался от 2,5 до 52,3 %. Диагностика шизофрении во многом была предопределена взглядами, принадлежностью к той или иной научной школе, личным опытом ведущих профессоров и специалистов регионов. Например, удельный вес пациентов с первичным диагнозом «шизофрения», поступивших в 1957 году в психиатрические стационары Москвы, составил 32,7 %, Ленинграда — 11 %, Днепропетровска — 2,5 %, Куйбышева — 40,4 %. В 1965 году заболеваемость шизофренией в Москве превышала аналогичный показатель по Ленинграду в 2,6 раза, а в 1996 году — лишь в 1,4 раза.
В 1967 году в Ленинграде был проведен семинар, в которым участвовали ведущие профессора-психиатры из всех республик СССР. Перед семинаром участникам разослали без указания диагнозов 11 историй болезни, полученных из скандинавских стран. После изучения историй болезни участники указывали в диагностических листах выставленный ими диагноз и его обоснование, затем проводились дискуссии. Диагностические выводы экспертов не совпали ни в одном случае — не только при заочной экспертизе (интерпретации текстов), но и при клиническом разборе других пациентов, которые были представлены врачами-психиатрами после окончания заочной экспертизы. Например, одному и тому же пациенту выставили диагнозы «шизофрения», «органическое заболевание мозга с психическими нарушениями», «психопатия», «невроз». В другом случае 26 профессоров выставили одному и тому же пациенту в ходе семинара 6 диагнозов в континууме «шизофрения — невроз — соматогенная астения — психопатия — психически здоров». В ходе семинара одна и та же особенность клинической картины и одни и те же психопатологические симптомы одними экспертами оценивались как подтверждение диагноза «шизофрения», другими — патологического развития личности, третьими — затянувшейся психогенной реакции.
Известна практика использования диагноза «шизофрения» не в лечебных, а в политических целях; в СССР в классификацию был добавлен подтип под названием «вялотекущая шизофрения». Расширительные диагностические критерии вялотекущей шизофрении, продвигаемые А. В. Снежневским и другими представителями московской школы, обусловили применение этого диагноза в репрессивных целях:259. В Китае как во второй половине XX века, так и в начале XXI века психиатрия активно применялась в политических целях, при этом во второй половине XX века нередко использовался диагноз параноидной шизофрении.
Излишне расширительная диагностика шизофрении распространена и в России постсоветского времени. Так, систематизированные исследования показывают, что диагностика всей группы аффективной патологии в современной российской психиатрии составляет ничтожно малые величины и относится к шизофрении в кратности 1:100. Это абсолютно не соответствует данным зарубежных генетико-эпидемиологических исследований, согласно которым соотношение этих заболеваний составляет 2:1. Подобную ситуацию объясняют, в частности, тем, что, несмотря на официальное введение МКБ-10 в 1999 году, российские врачи по-прежнему продолжают использовать адаптированную для России версию этого руководства, сходную с адаптированной для СССР версии МКБ-9.
При этом диагноз «шизофрения», в отличие от, в частности, диагноза «биполярное расстройство», нередко выступает как психотравмирующий фактор, вызывающий нежелание пациента сотрудничать с врачом и выполнять его назначения. Стигматизирующее влияние данного диагноза может приводить к неадекватным реакциям и суициду. Поэтому ошибочную диагностику шизофрении следует признать значимым фактором в социальном функционировании пациентов, и данный диагноз не следует ставить в диагностически неоднозначных случаях.
Существенную проблему представляет собой ошибочная диагностика шизофрении при биполярном расстройстве. Исторически сложившаяся расширительная диагностика шизофрении оставляет в границах биполярного расстройства лишь приступы «чистых» депрессий и маний с конгруэнтными им ложными идеями. Такая расширительная диагностика приводит к назначению на длительный срок мощных классических нейролептиков, обладающих депрессогенным эффектом, которое, в свою очередь, может приводить к утяжелению течения биполярного расстройства и хронификации аффективных расстройств, а порой и к развитию хронической экстрапирамидной симптоматики (больные биполярным расстройством склонны к развитию экстрапирамидных побочных эффектов), подчас являющейся основной причиной инвалидизации пациентов.
На Западе существует и такая проблема, как предвзятость при постановке диагноза «шизофрения» представителям этнических меньшинств. Так, согласно данным обширного исследования с участием британских граждан афро-карибского происхождения, вероятность возникновения у них психоза в два раза выше, чем у лиц, не относящихся к национальным меньшинствам, но степень вероятности, что им поставят диагноз «шизофрения», оказалась в три, девять и даже двенадцать раз выше (Sproston и Nazroo, 2002). Диагностическая предвзятость была выявлена и в исследованиях, в ходе которых сравнивались результаты постановки диагноза как при наличии предварительной информации о расовой принадлежности участника, так и при отсутствии этой информации (Goodman и др., 1983); исследованиях, показавших, что у чернокожих пациентов шизофрения диагностировалась чаще, чем у белых, даже если не было различия в симптоматике и коморбидных диагнозах (Strakowski и др., 1993, 1995); исследованиях, продемонстрировавших, что представителям этнических меньшинств этот диагноз ставится на основании меньшего количества симптомов по сравнению с белыми пациентами (Mellor, 1970; Teggin и др., 1985).

### Альтернативные подходы
В конце XX — начале XXI века всё большее распространение получает психологический подход к пониманию и поддержке лиц с диагнозом «шизофрения», в центре которого находится личность. Возрос интерес к ряду психологических факторов, которые могут помочь понять проблемы психоза и расширить терапевтические возможности. Так, с середины XX века существует международная общественная организация ISPS — «The International Society for the Psychological Treatments of Schizophrenia and Other Psychoses» («Международное общество психологических видов лечения шизофрении и других психозов»), включающая группы специалистов, действующих на национальном, региональном и локальном уровнях по всему миру.
В Пало Альто в 1956 году Грегори Бейтсон с коллегами Полом Вацлавиком, Дональдом Джексоном и Джеем Хейли
создали теорию шизофрении, предполагающую возникновение расстройства в результате попадания человека в ситуации двойного послания, в которых он получает различные или противоречивые сообщения. Из этого следовало, что симптоматика шизофрении является выражением данного безвыходного положения и несёт ценность как переживание катарсиса и трансформации.
Чрезвычайно радикальный неакадемический подход, получивший широкую известность под названием «движение антипсихиатрии», пик активности сторонников которого пришёлся на 1960-е годы, противостоит «ортодоксальному» представлению о шизофрении как о болезни.
По словам видного участника этого движения, Томаса Саса, психиатрические пациенты не больны, они скорее являются личностями «с нестандартными мыслями и поведением», доставляющими неудобства обществу. Он считает, что общество нарушает справедливость в своём стремлении контролировать их, классифицируя их поведение как «болезнь» и подвергая лечению в попытке социального контроля. По мнению Саса, шизофрении в действительности не существует, это лишь социальный конструкт, основанный на представлениях общества о нормальном и ненормальном. «Шизофрении дано столь расплывчатое определение, — пишет Сас, — что в действительности этот термин часто применяется почти к любому виду поведения, которое не нравится окружающим». Сас также отрицает существование биохимических и патологических данных о шизофрении и не считает лечение шизофрении «научной деятельностью».
Похожие взгляды излагали психиатры Рональд Лэйнг, Сильвано Ариети, Теодор Лидс и Колин Росс, полагавшие, что симптомы того, что принято называть душевной болезнью, являются реакциями на невыполнимые требования, накладываемые общественной и в особенности семейной жизнью на некоторых чувствительных людей. По мнению этих авторов, содержание психотических переживаний заслуживает интерпретации, в противовес представлению о них как о лишённых информационной значимости проявлениях психического расстройства. В частности, Лэйнг составил одиннадцать описаний больных шизофренией, доказывая, что содержание их действий и высказываний было наполнено смыслом и логикой в контексте их семейных и жизненных ситуаций.
Рассматривая понятие шизофрении как идеологическое ограничение, делающее возможными принудительные взаимоотношения между пациентами и психиатрами, Лэйнг писал: «Понятие шизофрении — это оковы, сковывающие пациентов и психиатров. <…> Для того чтобы сидеть в клетке, не всегда нужны прутья. Определённого рода идеи также могут стать клеткой. Двери психиатрических больниц открываются потому, что химическое сдерживание более эффективно. Двери наших умов открыть гораздо сложнее».
Выдвигается и ещё одна альтернатива: использование в диагностике знаний о специфических нейрокогнитивных дефицитах. Такие дефициты проявляются в снижении или нарушении базовых психологических функций — памяти, внимания, управляющих функций и способности к решению проблем. Именно эти нарушения, а не яркие психотические симптомы (которые во многих случаях успешно контролируются с помощью антипсихотиков), как предполагается, обусловливают по большей части инвалидизирующий эффект шизофрении. Однако это направление получило развитие относительно недавно и вряд ли в ближайшем времени приведёт к радикальному изменению диагностических методик.
Оригинальную концепцию шизофрении предложил Джулиан Джейнс. Он предположил, что до начала исторического времени шизофрения или схожее состояние являлось нормальным для человеческого сознания, при этом нормальное состояние низкого аффекта, подходящее для рутинных действий, прерывалось в моменты кризиса появлением «загадочных голосов», отдающих инструкции, что считалось «вмешательством богов».
Исследователи шаманизма допускают, что в некоторых культурах шизофрения или родственные состояния могут предрасполагать человека к выбору роли шамана; переживание доступа к множественным реальностям нередко встречается при шизофрении, являясь также ключевым опытом во многих шаманских традициях. Психоисторики, с другой стороны, соглашаются с существованием традиционно выделяемых психических заболеваний, однако, вразрез с сегодняшней медицинской моделью психических заболеваний, полагают, что в племенных обществах к развитию шизоидных личностей приводят недостатки воспитания.
Существует масса спекуляций о наличии шизофрении у религиозных деятелей первой величины. У Пола Курца и других комментаторов находит признание идея о том, что важнейшие религиозные фигуры переживали психоз, слышали голоса и демонстрировали бред величия.
Существует предположение, согласно которому шизофрения может быть эволюционной расплатой человечества за левополушарную специализацию, связанную с появлением языка, поскольку у пациентов с этим диагнозом наблюдается меньшая функциональная асимметрия полушарий мозга, чем у здоровых людей, а доминирование левого полушария мозга связано прежде всего с его языковой специализацией.
Шизофренией занимается ответвление альтернативной медицины, известное как «ортомолекулярная психиатрия». В ней принято мнение о существовании группы заболеваний — шизофрений, и подход к лечению включает проведение диагностических тестов с последующим подбором соответствующей терапии.
В некоторых случаях эффективным считается назначение высоких доз никотиновой кислоты (витамина B3).
Неблагоприятная реакция организма на глютен является источником некоторых альтернативных теорий; сторонники ортомолекулярной медицины утверждают, что неблагоприятная реакция на глютен входит в этиологию некоторых случаев болезни. Эта теория, представленная одним автором в трёх британских журналах 1970-х годов , не была доказана. Обзор литературы, осуществлённый в 2006 году, предполагает, что глютен может быть патологическим фактором для пациентов, страдающих от целиакии, и для некоторых пациентов с шизофренией, но говорит о необходимости дальнейших исследований для подтверждения или опровержения этого предположения.
В израильском исследовании 2004 года у 50 больных шизофренией с контрольной группой были замерены уровни антител к глютену. В обеих группах тесты дали отрицательный результат, что позволило сделать вывод о сомнительности представлений о связи шизофрении с чувствительностью к глютену.
Некоторые исследователи предполагают, что диетическая и алиментарная терапия при шизофрении имеет определённые перспективы.

## Общество и культура

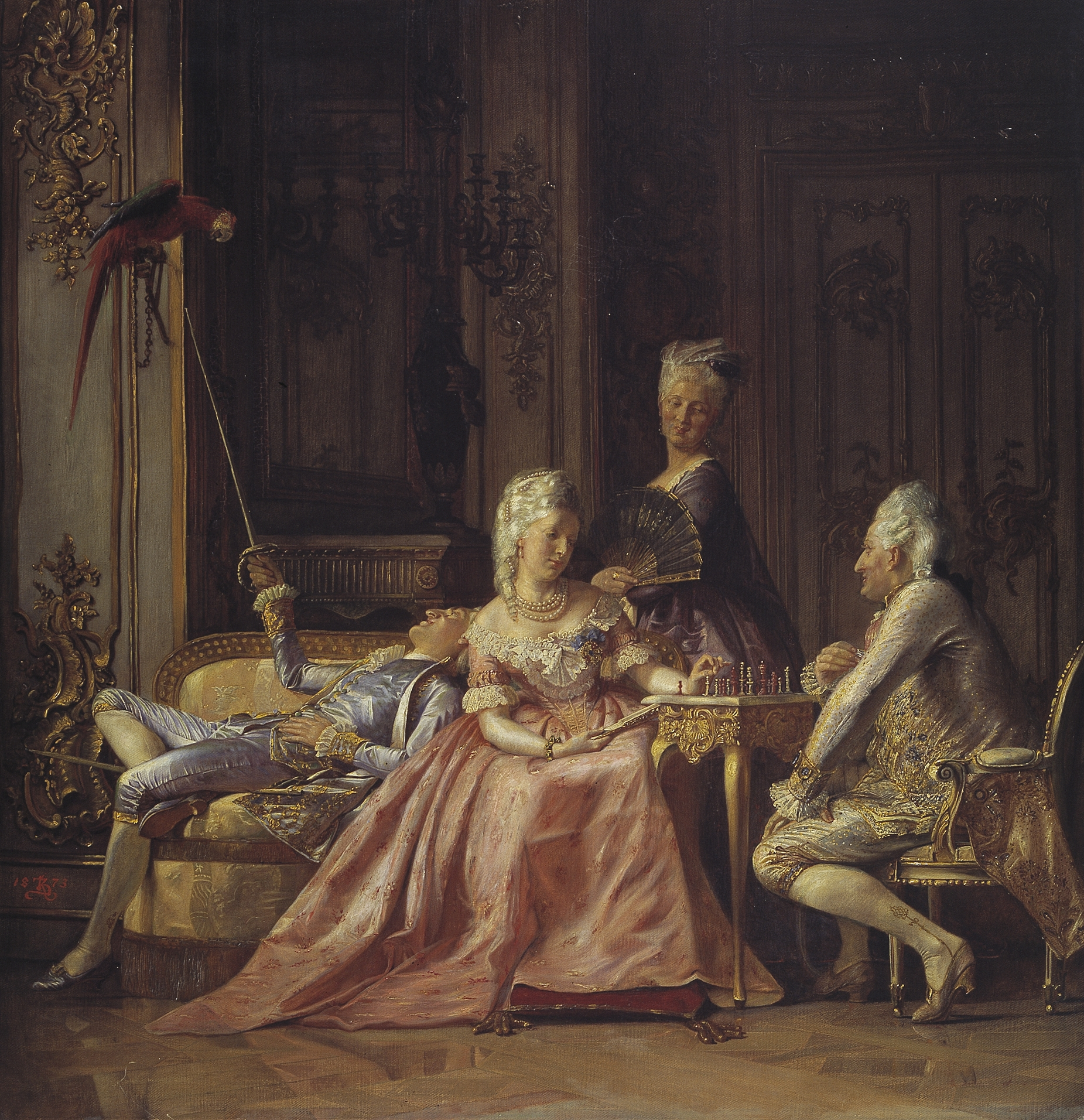
«Сцена при дворе Кристиана VII», картина Кристиана Цартмана (1873), изображающая датского короля, больного шизофренией

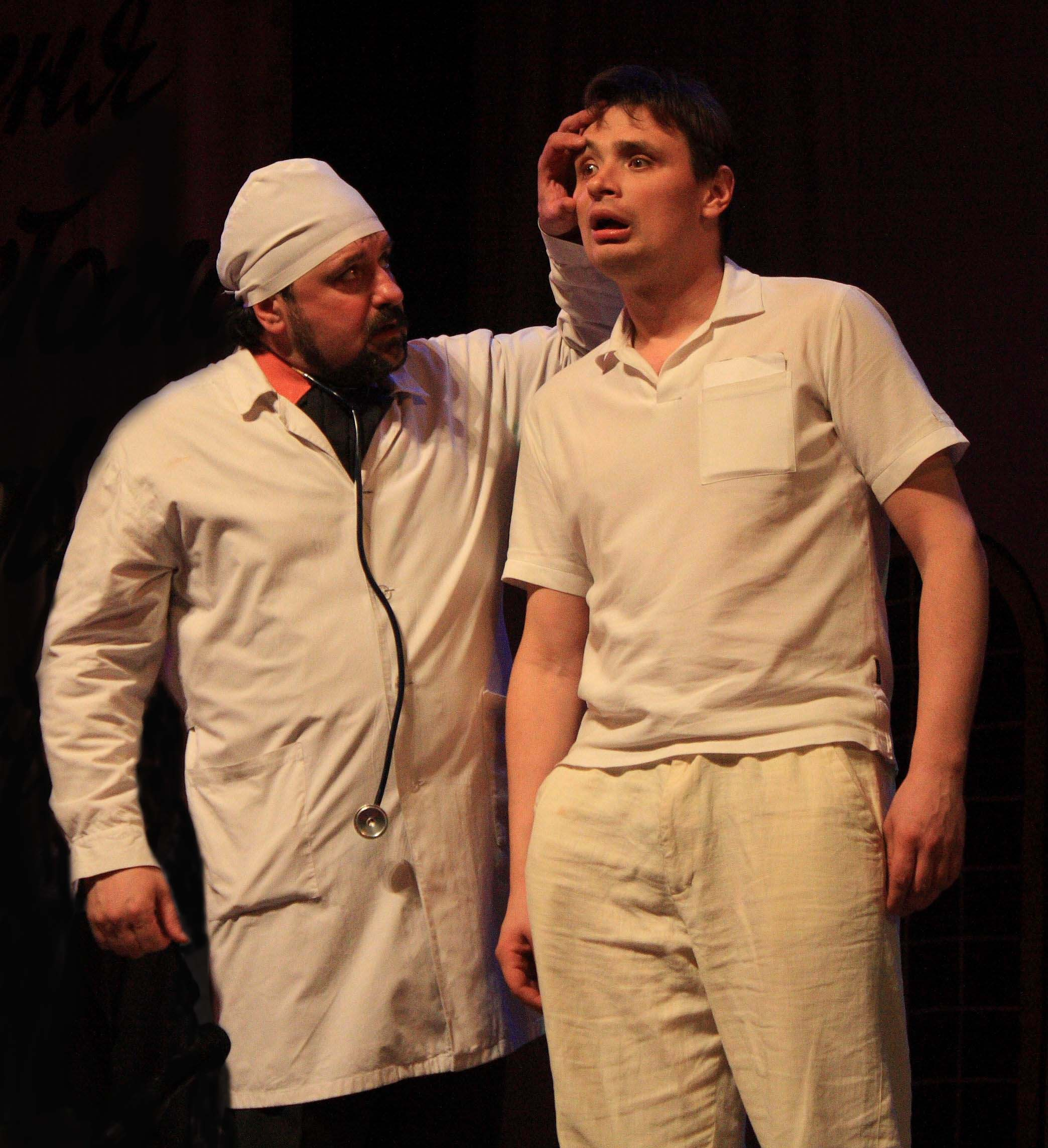
Профессор Стравинский ставит Ивану Бездомному ложный диагноз — шизофрения (спектакль театра «Арбат»)

Доказано, что важное препятствие к восстановлению пациентов с шизофренией — их социальная стигматизация. Ключевым фактором, который ещё больше усиливает стигму и дискриминацию, является негативный взгляд на шизофрению, согласно которому она представляет собой отдельное от других, генетическое заболевание мозга с неблагоприятным течением. Из всех диагностических категорий, принятых в психиатрии, шизофрения является наиболее стигматизированной, порождающей негативные эмоции: отчаяние, жалость и страх.
В большой репрезентативной выборке граждан, опрошенных в ходе исследования 1999 года в США, 12,8 % сказали, что больные шизофренией «с большой вероятностью» могут прибегнуть к насилию в отношении других, а 48,1 % посчитал, что они сделают это «с некоторой степенью вероятности». Более 74 % думало, что больные «не вполне способны» либо «не способны совсем» принимать решения относительно собственного лечения, 70,2 % сказали то же об их способности принимать финансовые решения. По данным метаанализа, восприятие людей в состоянии психоза как склонных к агрессии более чем удвоилось с 1950-х годов до конца XX века.
В книге «Игры разума» и одноимённом фильме прослеживается жизнь Джона Форбса Нэша, Нобелевского лауреата по экономике, которого поразила болезнь. В фильме «Деврай», поставленном на языке Маратхи (с актёром Атулем Кулькарни), показывается жизнь больного шизофренией. Эта лента, снятая в регионе Конкан западноиндийского штата Махараштра, демонстрирует поведение, характер и борьбу пациента, а также любимых им людей. В ней также показывается терапия этого заболевания, как медикаментозная, так и заключающаяся в самоотверженной и терпеливой помощи близких родственников больного.
Документальные биографии пишутся и родственниками: австралийская журналистка Анна Дивсон повествует в книге «Скажи мне, что я здесь» (англ. Tell me I'm Here) об истории борьбы своего сына с шизофренией; по книге был снят фильм. В книге «Эден-экспресс» Марк Воннегут, сын знаменитого писателя, вспоминает о своей схватке с шизофренией и последующем пути к выздоровлению. Другая книга, написанная человеком с шизофренией, — книга Шарон Меркато «Люди разбитых надежд. Моя исповедь про шизофрению».
Отдельного упоминания заслуживают книги Арнхильд Лаувенг (на русский язык на данный момент переведены «Завтра я всегда бывала львом» и «Бесполезен как роза»), написанные клиническим психологом, страдавшим шизофренией 10 лет — до того как автор этой книги получила данную специальность. В своей книге автор выражает уверенность, что ей удалось полностью излечиться от болезни, утверждает, что галлюцинации больных шизофренией выполняют коммуникативную функцию, призывает к личностному и уважительному отношению к больным и их симптомам.
В фильмах и других развлекательных произведениях информация о шизофрении зачастую искажается, чаще всего в негативном аспекте. При обзоре более 40 современных фильмов (1990—2010 годов) было установлено, что большинство страдающих шизофренией изображаются склонными к насильственному поведению, третья часть из них показаны склонными к убийству, а четверть — к самоубийству. Кроме того, необычайно часто они представляются имеющими какие-либо сверхъестественные способности. Подавляющее большинство больных шизофренией в фильмах — белые мужчины. Всё это не соответствует действительности. Автор обзора Оуэн рекомендует фильмы «Солист», «Холст» и «Несколько голосов» как наиболее правдивые и вызывающие сочувствие. Кроме того, она называет фильм «Чистый, бритый» режиссёра Лоджа Керригана наиболее достоверно изображающим эту болезнь, хотя и «не подходящим для широкой публики».
Существуют достоверные свидетельства о болезни Августа Стриндберга, Фридриха Гёльдерлина, Йозефа Карла Рэдлера, Питера Уинстона и многих других исторических личностей.